# Camillo Cavour
Vous lisez un « article de qualité » labellisé en 2011.
Pour les articles homonymes, voir Cavour.
Camillo Benso, comte de Cavour , né le 10 août 1810 à Turin et mort le 6 juin 1861 dans la même ville, est un homme d'État italien, important partisan et acteur de l'unité italienne. Il est considéré, avec Giuseppe Garibaldi, Victor-Emmanuel II et Giuseppe Mazzini, comme l'un des « pères de la patrie » italienne.
Cavour est l'un des personnages principaux du Risorgimento. Bien qu'il n'ait pas de plan préétabli pour l'unité de l'Italie, il réussit à rallier la majorité des patriotes italiens autour du royaume de Sardaigne et à gérer les événements qui conduisent à la formation du royaume d'Italie. Il s'oppose ouvertement aux idées républicaines de Giuseppe Mazzini, ennemi des rois et conspirateur irréductible, et se trouve souvent en conflit avec Giuseppe Garibaldi, dont il craint les actions et leur potentiel révolutionnaire.
Il est ministre du royaume de Sardaigne de 1850 à 1852, chef du gouvernement de 1852 à 1859 et de 1860 à 1861. En 1861, avec la proclamation du royaume d'Italie, il devient le tout premier président du Conseil (Premier ministre) du nouvel État italien. Atteint de paludisme, il meurt 2 mois et 13 jours après sa prise de fonction.
En politique intérieure, il soutient l'adoption et la défense du Statut albertin. Partisan des idées libérales et réformatrices, chef de la droite modérée, il signe un accord (Connubio, synonyme de « mariage », au sens ironique) avec la gauche monarchique d'Urbano Rattazzi visant à la mise en œuvre de réformes qui excluent les ailes extrêmes du Parlement. Il supprime un grand nombre de congrégations religieuses, ce qui lui attire l'hostilité du pape Pie IX.
Dans le domaine de l'économie, Cavour fait la promotion du libre-échange avec les États voisins, remanie le système des impôts, incite à la coopération entre les secteurs publics et privés, et lance de grands investissements industriels dans le secteur textile ainsi que dans les chemins de fer afin de raccorder les lignes italiennes et françaises. Il modernise l'agriculture grâce à l'utilisation d'engrais et à l'irrigation destinée à en finir avec les famines trop fréquentes.
En politique étrangère, il cultive l'amitié avec les monarchies libérales européennes : le Royaume-Uni et la France du Second Empire. Grâce à l'engagement ferme de Napoléon III, il obtient l'expansion territoriale du Piémont dans le Nord de l'Italie au détriment de l'Autriche puis, par plébiscites, des duchés de Parme, de Modène, de Toscane, et enfin par conquête du royaume des Deux-Siciles et des États pontificaux.

## Biographie

### Famille et jeunesse

Armoiries des Cavour : d'argent au chef de gueules à trois coquilles saint Jacques d'or.

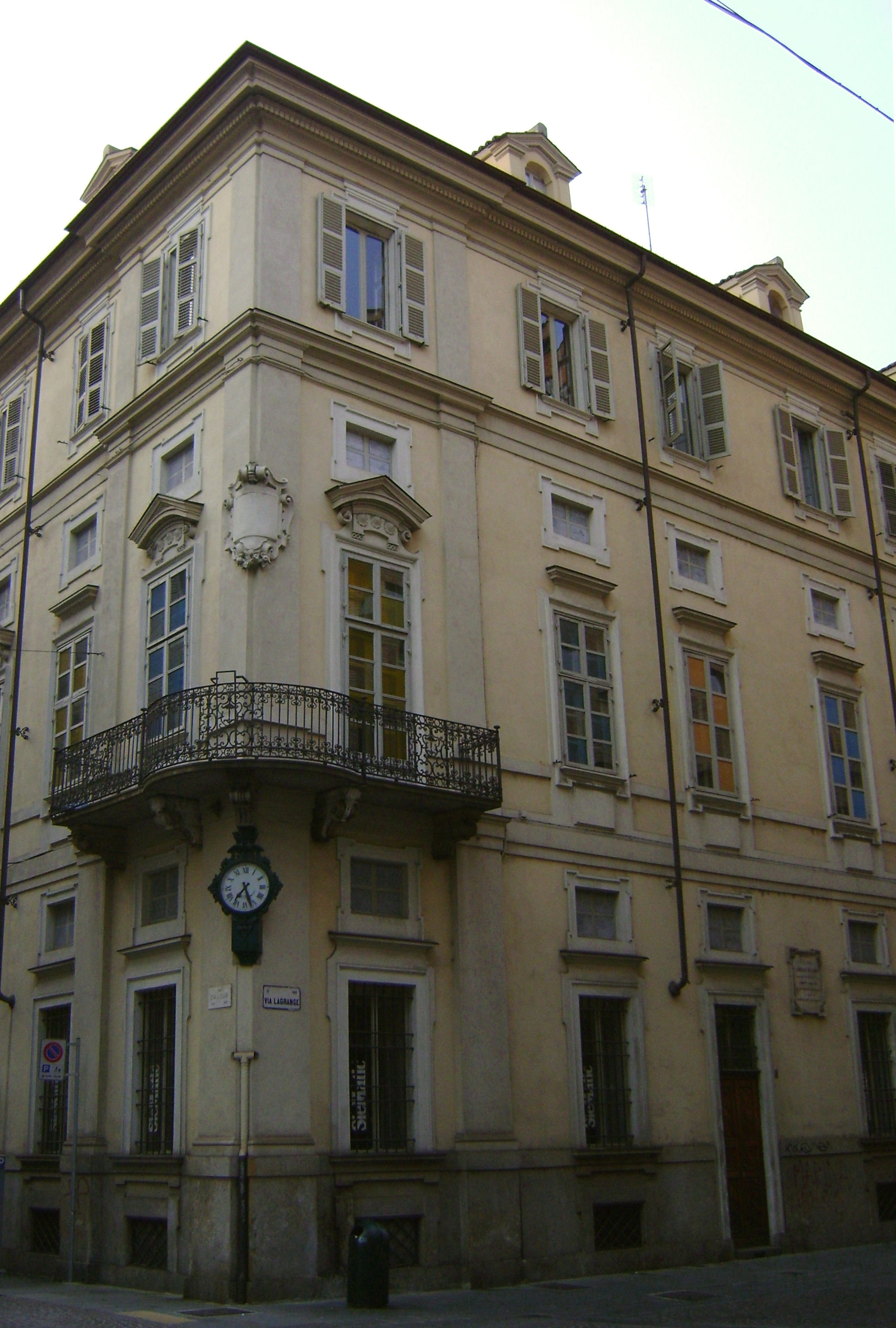
Le Palazzo Cavour à Turin, où Cavour est né.

Camillo Cavour naît le 10 août 1810 à Turin, ville alors rattachée à la France du Premier Empire.
Son père, Michele Benso de Cavour, noble piémontais catholique, est un collaborateur et ami du gouverneur et prince Camille Borghèse, qui est le parrain du petit Benso et auquel il transmet son prénom. La mère de Camillo, Adèle de Sellon (1780 – 1846), appartient à une famille protestante calviniste plutôt aisée de Genève, qui a atteint une position notable dans la bourgeoisie de la ville. Sa grand-mère paternelle, Philippine de Sales (1761 – 1849), est l'arrière-petite-nièce de saint François de Sales.
Camillo passe l'essentiel de sa vie au palais Cavour, à Turin, et sa langue maternelle, le français, reste tout au long de son existence son moyen d'expression en privé ; il n'utilise l'italien que dans sa vie publique. Il est d'abord éduqué par un précepteur, l'abbé Frezet. Appartenant à la noblesse, Cavour fréquente dans sa jeunesse le 5e cours de l'Académie militaire royale de Turin, qu'il termine fin 1825. Nommé à quatorze ans page du prince de Carignan grâce aux relations de son père, il vit cette fonction, censée être un honneur, davantage comme une servitude. Au cours de l'hiver 1826-1827, grâce aux cours de l'École d'application du Corps royal du génie de Turin, il devient lieutenant du corps du génie. Au terme de sa formation militaire, il présente un mémoire intitulé : Esposizione compita dell'origine, teoria, pratica, ed effetti del tiro di rimbalzo tanto su terra che sull'acqua et sous-titré : Dalle Regie scuole teoriche e pratiche di Artiglieria e Fortificazione alla Scuola d'applicazione di Artiglieria e Genio , à Turin.
En 1828, il participe à des travaux de fortification dans les Alpes (Vintimille, Exilles, l'Esseillon). Le jeune homme se consacre bientôt, par intérêt personnel et par éducation familiale, à la cause du progrès européen. Parmi ses lectures, on trouve le philosophe anglais Jeremy Bentham, dont il aborde la doctrine pour la première fois en 1829. Cette année-là, il lit son Traité de la législation pénale et civile qui énonce le principe politique : « Mesure du juste et de l'injuste est seulement le plus grand bonheur du plus grand nombre ». L'autre concept de Bentham est que tout problème peut conduire à des faits mesurables, ce qui apporte au réalisme de Cavour une base théorique utile à son inclination vers l'analyse mathématique.
En 1830, il espère que la révolution de Juillet, en France, va inciter à la libéralisation du royaume de Piémont-Sardaigne. La même année, il s'installe à Gênes ; l'officier Camillo Benso rencontre la marquise Anna Giustiniani, avec qui il vit une véritable passion et qui lui reste fidèle jusqu'à sa mort. Envoyé au fort de Bard, dans la Vallée d'Aoste, en raison de ses opinions politiques, il y démissionne de l'armée le 12 novembre 1831.
À l'âge de vingt-deux ans, Cavour est nommé maire de Grinzane, où la famille a des propriétés, et il occupe ce poste jusqu'en 1848. En décembre 1834 il voyage à l'étranger, étudiant le développement économique de pays largement plus industrialisés comme la France et le Royaume-Uni.

### Suisse, France et Royaume-Uni
En décembre 1834 Cavour se rend à Genève, lieu d'origine de sa famille maternelle. Il y assiste à des cours universitaires variés, portant sur l'économie, l'histoire, ou la physique, constituant l'éventail des enseignements qui forment la tradition culturelle du XVIIIe siècle.
Accompagné de son ami Pietro di Santarosa, Cavour, en février 1835, rejoint Paris, où il reste presque deux mois et demi. Au cours de cette période, il visite les hôpitaux, les prisons, les écoles et les institutions publiques de tous types. Il fréquente les milieux légitimistes favorables aux Bourbons, mais aussi ceux qui sont politiquement les plus proches de lui, à savoir les partisans de la monarchie de Juillet de Louis-Philippe. À cette occasion, il rencontre des hommes qu'il admire, comme le futur Président du Conseil François Guizot.
Il quitte Paris le 9 mai 1835 et arrive à Londres, où il rencontre d'autres personnalités qu'il désire connaître, tels le réformateur Edwin Chadwick et Alexis de Tocqueville. Comme à Paris, il s'intéresse aux questions sociales, il visite les hôpitaux, les prisons, et entre en contact avec les aspects les plus concrets de la révolution industrielle. En mai, Cavour part, toujours en compagnie de Santarosa, pour un tour de l'Angleterre et du pays de Galles. Il visite Windsor, Oxford, Birmingham, Chester, Liverpool, Manchester, Nottingham et Cambridge, après quoi, le 3 juillet 1835, il retourne en France. Lors de ses déplacements à Paris, Camillo se lie avec la femme de lettres Mélanie Waldor dont il fait sa maîtresse.

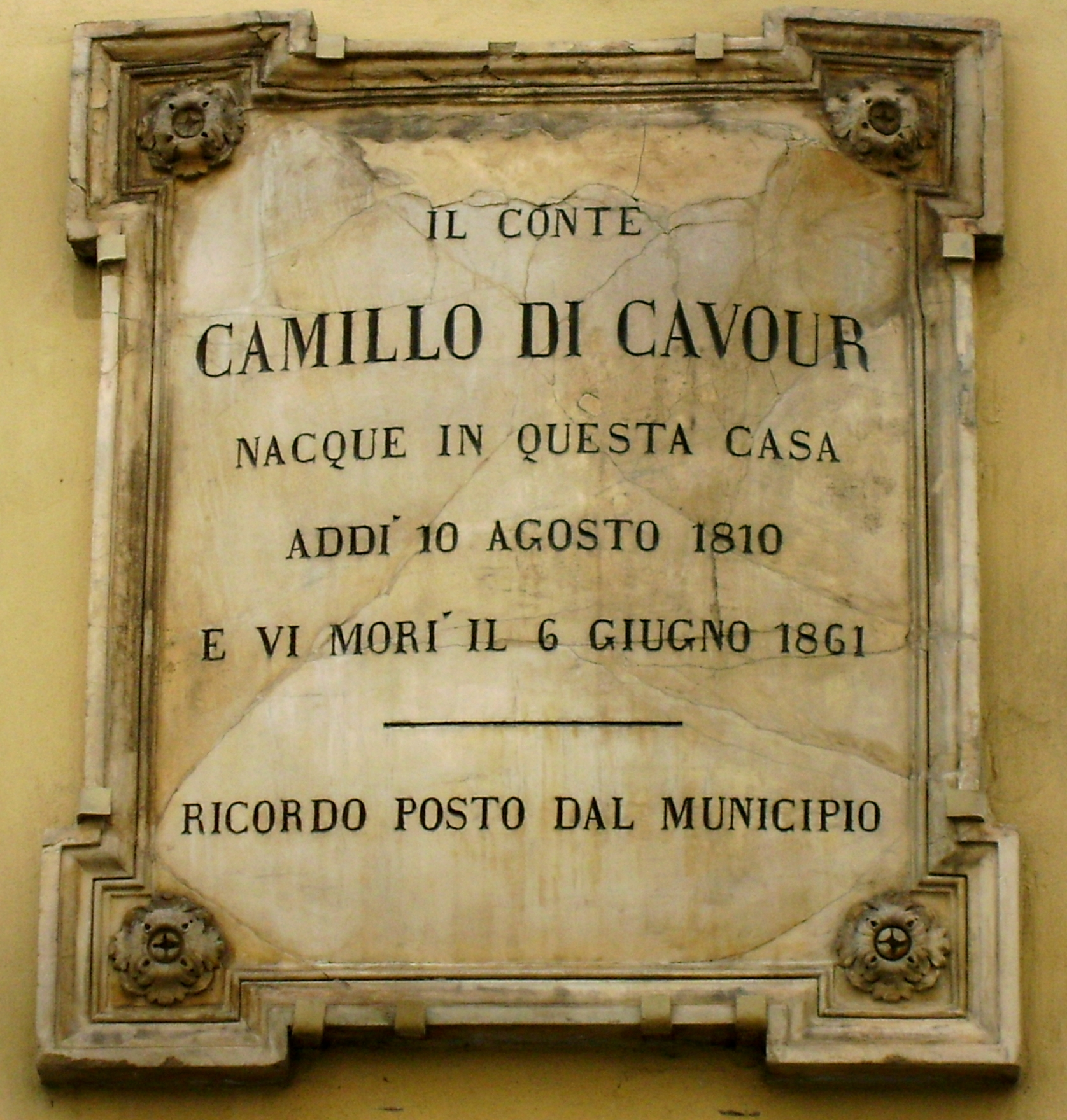
Plaque commémorative sur la façade du Palazzo Cavour à Turin.

Il visite la Belgique, la Confédération germanique et la Suisse. Il y conforte son intérêt pour la démocratie parlementaire et la modernité, notamment pour les premiers chemins de fer. À son retour, il devient régisseur du domaine de son père, à Leri.
L'intérêt et l'enthousiasme de Cavour pour les progrès de l'industrie, pour l'économie politique et pour le libre-échange se révèlent sans réserve et toujours croissants. Cette période voit également se renforcer son européanisme qui le conduit à augurer : « L'injustice infligée aux autres nations finira par ne plus être considérée comme un patriotisme de bon aloi ». Cette période s'avère décisive pour la formation de la pensée politique de Cavour, qui, entre vingt et trente ans, développe aussi une propension au conservatisme, en opposition avec les événements révolutionnaires. Concernant la religion, il lui reconnaît une fonction importante, mais seulement comme un stade de développement que sa culture bourgeoise a déjà dépassé. Le christianisme reste pour lui, avant tout, un enseignement éthique.

### Les salons d'intellectuels
En 1837, Cavour effectue un nouveau voyage à Genève et à Lyon. De retour à Paris pour terminer la succession de son oncle Clermont-Tonnerre, il rencontre le roi Louis-Philippe et fréquente les milieux mondains. Il renouvelle le voyage en 1840. Au cours de ses séjours français de 1842-1843, ce sont les salons d'intellectuels qui l'occupent.
Il fréquente assidûment la Sorbonne et fait la connaissance d'écrivains comme Alexandre Dumas, Sainte-Beuve et Prosper Mérimée, le philosophe Victor Cousin et surtout les ministres et dignitaires de la monarchie de Louis-Philippe, pour lesquels il éprouve une vive admiration : Adolphe Thiers, Louis-Mathieu Molé et Étienne-Denis Pasquier. Il assiste aux séances parlementaires, dont le spectacle renforce son estime pour Guizot et Tocqueville, et il entre en contact avec les membres de la haute finance française.
Cavour continue aussi à nourrir une grande considération pour le Royaume-Uni où, en 1843, il réussit à entrer dans un des salons les plus importants de l'aristocratie londonienne, celui du parti wigh de Henry Petty-Fitzmaurice de Lansdowne. La France et le Royaume-Uni restent pour lui des exemples politiques.

### De propriétaire foncier à député (1843-1850)

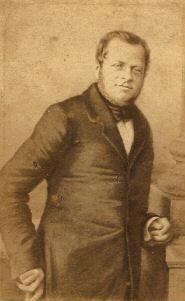
Portrait de Cavour jeune.

Entre le retour de ses voyages à l'étranger en août 1843 et l'entrée au gouvernement en octobre 1850, Cavour se consacre à une vaste série d'initiatives dans le domaine de l'agriculture, de l'industrie, des finances et de la politique. Grand propriétaire foncier, il contribue, déjà en mai 1842, à la création de l'Associazione agraria (l'« association agraire ») qui se propose de promouvoir les meilleures techniques et politiques agricoles, au moyen aussi d'une Gazzetta qui, fin août 1843, publie un article rédigé par le comte sur la création de fermes modèles.
À l'automne 1843, avec l'aide de Giacinto Corio, Cavour, occupé par l'activité de gestion et particulièrement celle des propriétés de Leri, s'occupe de l'amélioration dans le secteur de l'élevage des bovins, des engrais et des machines agricoles. En sept ans (de 1843 à 1850) la production de riz, de blé et de lait augmente de manière significative ; celle de maïs triple.
Pour intégrer les innovations dans la production agricole, Cavour prend aussi des décisions à caractère industriel avec des résultats jugés plus ou moins bons. Parmi les initiatives les plus importantes, la participation à la constitution de la Società anonima dei molini anglo-americani di Collegno en 1850, dont il devient le principal actionnaire avant que la société n'occupe, après l’unification italienne, une position de premier plan dans le pays. Les importantes relations d'affaires à Turin, Chivasso et Gênes, et surtout l'amitié du banquier De La Rüe lui permettent d'atteindre une position privilégiée par rapport à d'autres propriétaires et de saisir d'importantes opportunités. En 1847, par exemple, il réalise un net accroissement de ses revenus en raison de la mauvaise récolte céréalière en Europe, ce qui donne lieu à une augmentation de la demande, haussant de fait les prix à des niveaux inhabituels.

#### Le développement de ses idées politiques
En plus de ses interventions dans la Gazzetta de l'Associazione agraria, Cavour se consacre à l'écriture d'essais sur les progrès de l'industrialisation et le libre-échange au Royaume-Uni ainsi que sur leurs effets sur l'économie et sur la société italienne. Il vante surtout les chemins de fer comme des instruments de progrès civil qui, plutôt que les mouvements insurrectionnels, sont profitables à la cause nationale. À ce propos, il met en avant l'importance qu'auraient deux lignes ferroviaires : la Turin-Venise et la Turin-Ancône.
Sans aucune nécessité d'une révolution, les progrès de la civilisation chrétienne et le développement des Lumières aboutiraient, selon Cavour, à une crise politique dont l'Italie serait amenée à profiter. Il a foi dans le progrès, principalement intellectuel et moral, parce que celui-ci est issu de la dignité et de la capacité créative de l'homme. Cette conviction s'accompagne de l'idée que la liberté économique va de pair avec l'intérêt général et qu'elle est destinée à favoriser toutes les classes sociales. Sur la base de ces deux principes émerge la valeur de la nationalité :

« L'histoire de tous les temps prouve qu'aucune nation ne peut atteindre un haut degré d'intelligence et de moralité sans que le sentiment de sa nationalité soit fortement développé : dans un peuple qui ne peut pas être fier de sa nationalité, le sentiment de la dignité personnelle existera seulement exceptionnellement chez quelques individus privilégiés. Les classes les plus peuplées qui occupent les positions les plus humbles dans la sphère sociale ont besoin de se sentir grandes du point de vue national pour acquérir la conscience de leur dignité. »

— Camillo Cavour, Chemins de fer, 1846

#### Situation politique de l'Italie

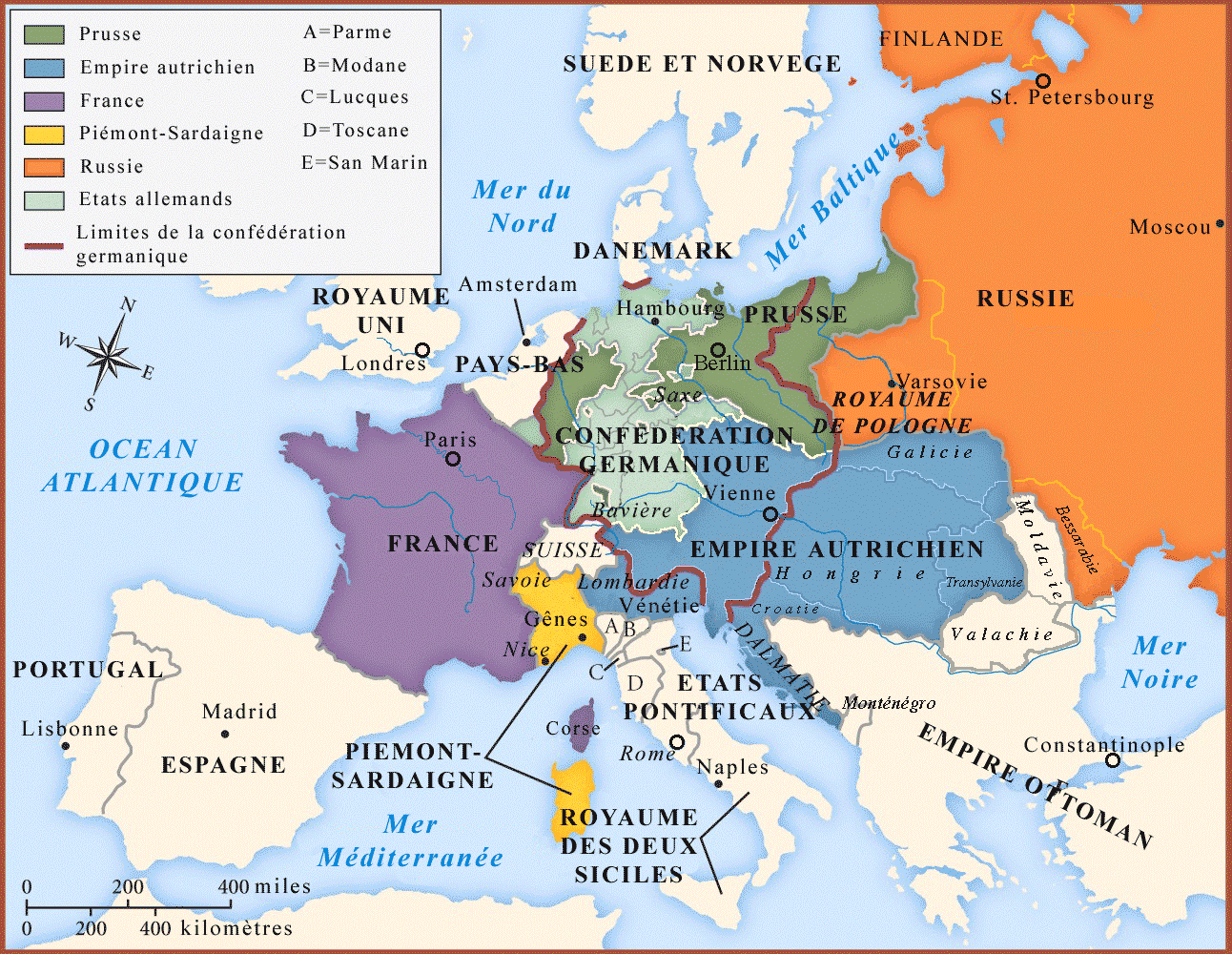
La nouvelle Europe de 1815.

Par le congrès de Vienne de 1815, qui accompagne la chute de Napoléon Ier, et qui est en grande partie orchestré par le Premier ministre autrichien, Metternich, la péninsule italienne se retrouve partagée en de multiples petits États le plus souvent sous domination autrichienne ; il en va ainsi des grandes villes du Nord, Milan, Venise rassemblées dans le Royaume lombard-vénitien, du duché de Parme, du duché de Modène et du grand-duché de Toscane. Le royaume de Sardaigne, dont les monarques sont issus de la maison de Savoie et ont choisi Turin pour capitale, dans le Piémont, conserve sa souveraineté.
Le retour de monarchies absolues en Europe ravive le désir de liberté et, en 1820, la péninsule est confrontée aux premiers soulèvements organisés par l’association des Carbonari dont certains sont guidés par le républicain Mazzini bientôt suivi par Garibaldi. Mazzini s’oppose non seulement à la présence autrichienne mais aussi à la royauté. Ces insurrections, auxquelles prennent part essentiellement des étudiants, des militaires et la jeune bourgeoisie en écartant les masses populaires, ne parviennent pas, à quelques exceptions près, à s’imposer et elles sont durement réprimées. Louis-Napoléon, le futur Napoléon III, affilié à la Charbonnerie italienne, est impliqué dans les soulèvements de 1831 dans les États pontificaux, il garde un attachement profond pour l’Italie.
Ces événements forment le prélude au printemps des peuples et c’est dans ce climat de révolte que Cavour s'élève politiquement en employant tous les moyens pour apaiser l’élan révolutionnaire qui met en péril la monarchie ; il soutient la proposition d'une constitution et le conflit armé avec l’Autriche. Le royaume de Sardaigne s'engage dans la première des trois guerres d’indépendance qui conduiront à l’unité de l’Italie.

#### Cavour favorable au Statut albertin et à la guerre de 1848

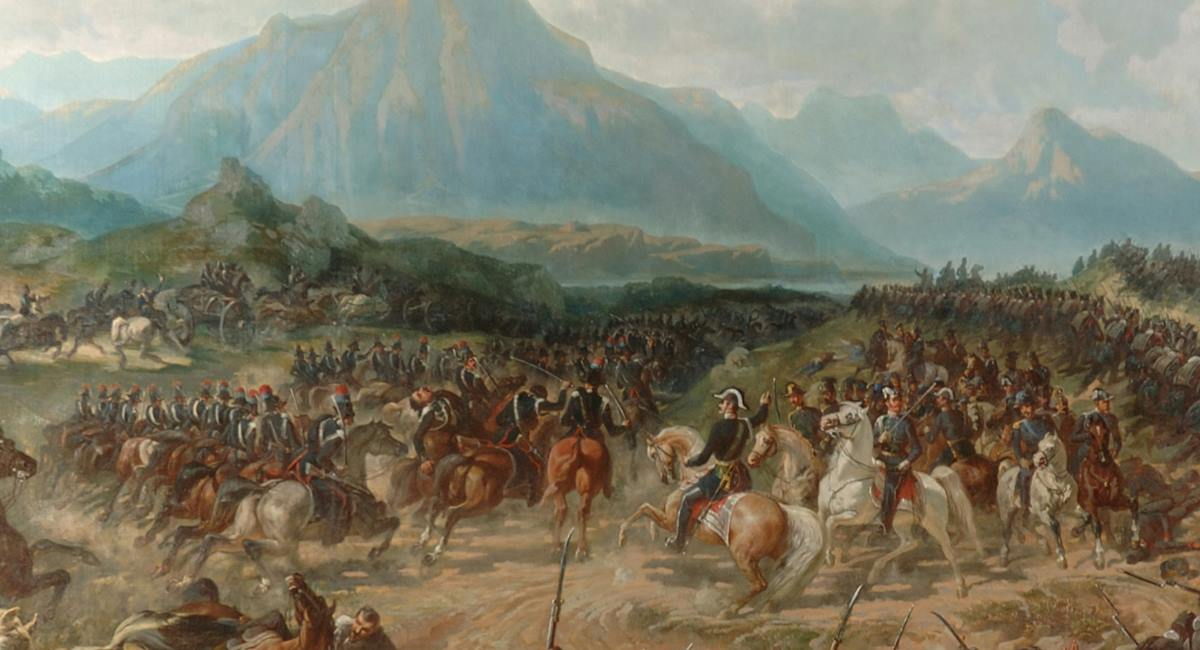
En 1848, Cavour soutient la nécessité de déclarer la guerre à l'Autriche pour écarter le danger révolutionnaire qui menace le Piémont (scène de la bataille de Pastrengo).

En 1847, Cavour fait son apparition officielle sur la scène politique en tant que fondateur, avec le catholique libéral Cesare Balbo, du journal Risorgimento dont il prend la direction. Le journal, mis en place grâce à un relâchement de la censure du roi Charles-Albert, se prononce, en janvier 1848, plus que les autres en faveur d'une constitution. Cette prise de position, qui est aussi celle de Cavour, intervient en même temps que la chute de la monarchie de Juillet en France, le 24 février 1848 ; ainsi disparaît la référence politique du comte en Europe.
Dans cette atmosphère, le 4 mars 1848, Charles-Albert promulgue le Statut albertin. Cette constitution déçoit l'opinion publique libérale mais pas Cavour qui annonce une importante loi électorale instituant une commission dirigée par Cesare Balbo et dont il est membre. Cette loi reste en vigueur après quelques aménagements jusqu'à la réforme électorale du royaume d'Italie de 1882.
Avec le retour de la république en France, la révolution à Vienne et Berlin, l'insurrection à Milan et le soulèvement dans le Piémont et en Ligurie, Cavour, craignant que le système constitutionnel puisse devenir une victime des révolutionnaires, se met à la tête d'un mouvement interventionniste exhortant le roi à entrer en guerre contre l'Autriche et à mobiliser l'opinion publique,.
Le 23 mars 1848, Charles-Albert déclare la guerre à l'Autriche. Après des premiers succès, le cours du conflit change et la vieille aristocratie militaire du royaume est exposée à de vives critiques. Après les premières défaites, Cavour demande qu'on trouve les coupables qui ont, selon lui, trahi l'Italie. La piètre conduite de la guerre le convainc que le Piémont ne pourra pas être en sûreté tant que les pouvoirs de l’État ne seront pas contrôlés par des hommes d'obédience libérale,.

#### Député au Parlement

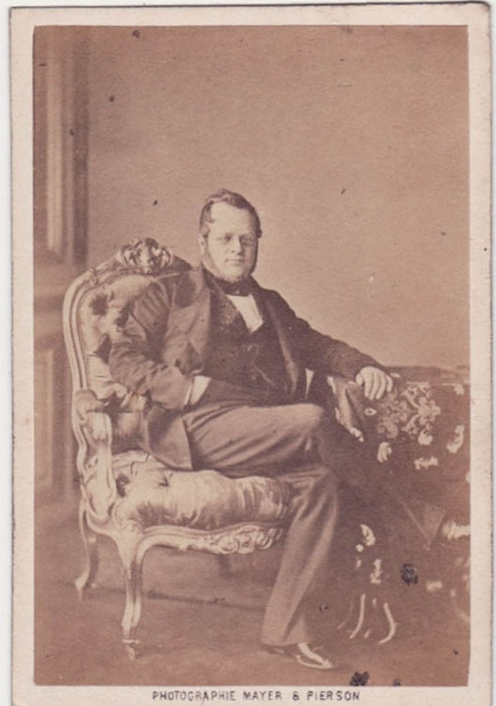
Cavour vers 1850.

Le 27 avril 1848, les premières élections du nouveau régime constitutionnel ont lieu. Cavour, grâce à son activité de journaliste politique, est candidat à la Chambre des députés du Parlement et il est dans un premier temps battu, puis élu, le 26 juin 1848 lors des élections supplétives. Le 30 juin 1848, il fait son entrée dans la Chambre (Palazzo Carignano) prenant place sur les bancs de la droite. Fidèle aux intérêts du Piémont qu'il voit menacé par les forces radicales génoises et lombardes, Cavour s'oppose à la fois à l'exécutif de Cesare Balbo, et à son successeur milanais, Gabrio Casati (1798-1863). Toutefois, lorsqu'après la défaite de Custoza, le gouvernement Casati demande les pleins pouvoirs afin de mieux gérer la gravité de la situation, Cavour se prononce en sa faveur. Les faits se précipitent : il y a tout d'abord l'abandon de Milan aux Autrichiens puis l'armistice signé par Salasco le 9 août 1848.
À la fin de cette première phase de la guerre, le gouvernement de Cesare di Sostegno, et le suivant d'Ettore di San Martino, s'engagent sur la voie de la diplomatie. Les deux sont soutenus par Cavour qui critique vivement Vincenzo Gioberti, toujours déterminé à combattre l'Autriche. Le 20 octobre 1848, dans son premier grand discours parlementaire, Cavour se prononce pour l'ajournement des hostilités, confiant la médiation diplomatique au Royaume-Uni, inquiet de la montée en puissance de l'Allemagne et donc favorable à la cause italienne. Avec le soutien de Cavour, la ligne modérée du gouvernement San Martino passe, mais la faiblesse du gouvernement, sur un sujet mineur, l'oblige à démissionner le 3 décembre 1848.
Dans l'impossibilité de former une autre équipe ministérielle, le roi Charles-Albert confie le poste à Gioberti, dont le gouvernement qui entre en fonction le 15 décembre 1848 est considéré, par Cavour, comme de « gauche pure ». Les élections du 22 janvier 1849 ont lieu, au détriment du comte qui, à l'issue d'un ballottage, est battu. La majorité de l'échiquier politique, cependant, est trop hétérogène pour affronter les difficultés du pays, toujours suspendu entre guerre et paix, et Gioberti doit démissionner le 21 février 1849. Changeant radicalement de politique face à la crise révolutionnaire dont il perçoit le danger, Cavour se prononce pour une reprise des hostilités contre l'Autriche. La défaite de Novare (23 mars 1849) le précipite de nouveau dans la tourmente.

#### Chef de la majorité anticléricale

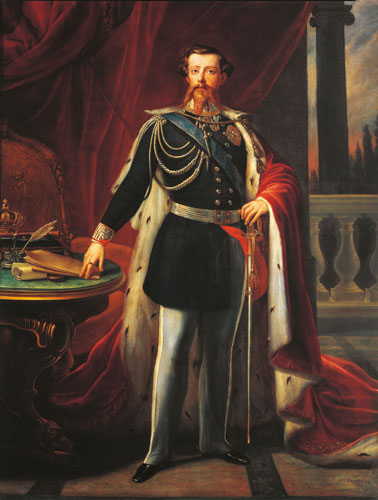
Le roi de Sardaigne Victor-Emmanuel II, dont Cavour partage les premières initiatives politiques.

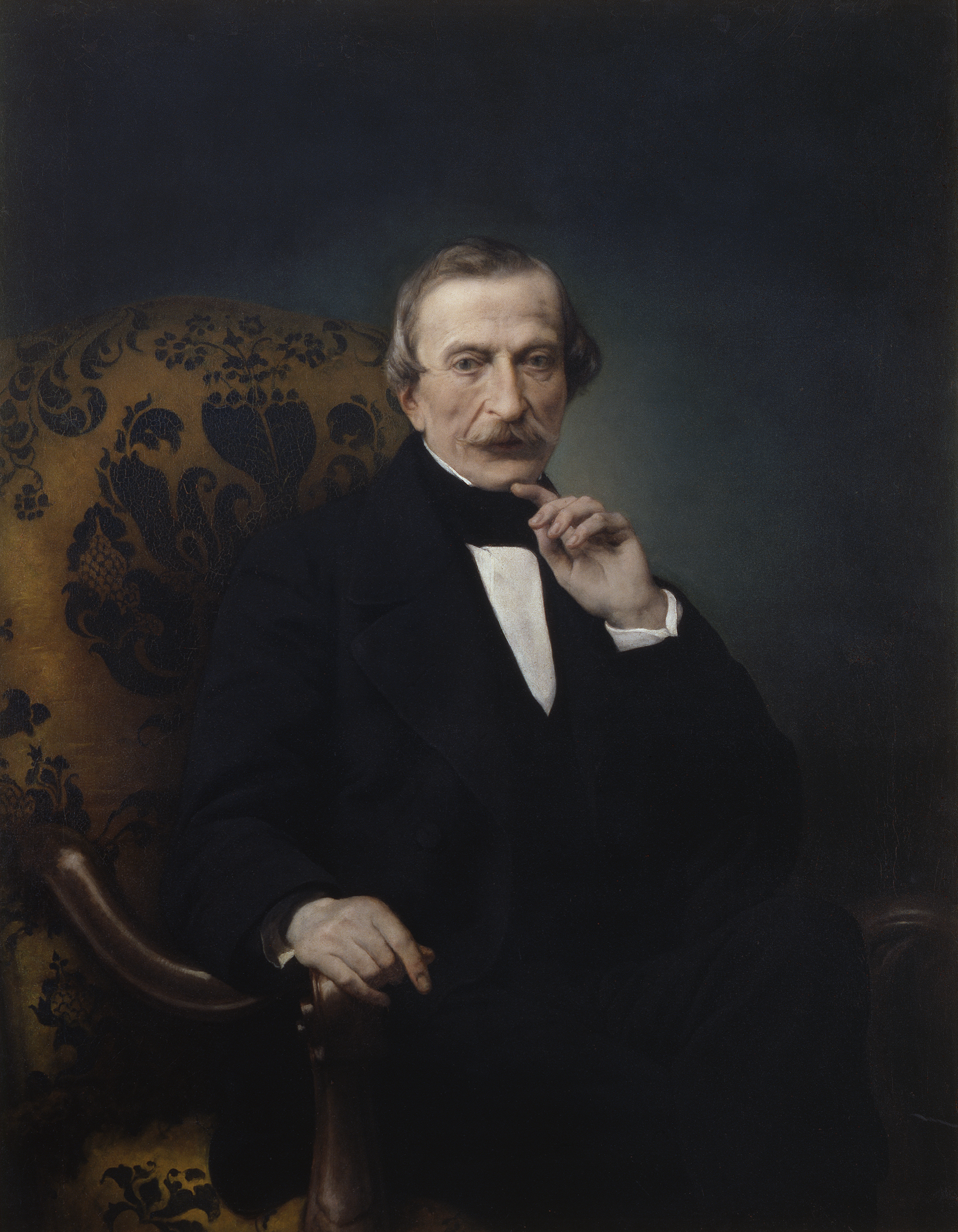
Massimo d'Azeglio, président du Conseil, a Cavour parmi ses ministres. Portrait par Francesco Hayez, 1860.

La grave défaite piémontaise conduit le 23 mars 1849 à l'abdication de Charles-Albert en faveur de son fils Victor-Emmanuel. Celui-ci, ouvertement opposé à l'alliance politique de son père avec la gauche, remplace le gouvernement des démocrates, qui demandent la guerre à outrance, par un exécutif dirigé par le général Gabriele de Launay, accueilli favorablement par Cavour. Le gouvernement reprend le contrôle de la ville de Gênes qui s'est insurgée contre la monarchie, avant d'être remplacé par celui de Massimo d'Azeglio, dont Cavour accepte la vision du Piémont comme bastion de la liberté italienne.
Les élections du 15 juillet 1849 portent au gouvernement, à nouveau, une majorité, quoique faible, de démocrates. Cavour est réélu, mais D'Azeglio convainc Victor-Emmanuel II de dissoudre la Chambre des députés et le 20 novembre 1849, le roi fait promulguer la proclamation de Moncalieri, dans laquelle il invite son peuple à élire des candidats plus modérés qui ne soient pas en faveur d'une nouvelle guerre. Le 9 décembre, l'Assemblée qui, finalement, vote massivement en faveur de la paix, est élue. Parmi les élus se trouve Cavour qui, dans la circonscription de Turin I, obtient 307 voix contre 98,.
Au cours de cette période, Cavour se distingue par son talent de financier. Il contribue de manière prépondérante à la fusion de la Banque de Gênes et de la nouvelle Banque de Turin au sein de la Banque nationale des États sardes (Banca Nazionale degli Stati Sardi). Après le succès électoral de décembre 1849, Cavour devient également une des figures dominantes de la politique piémontaise et il prend la fonction de porte-parole de la majorité modérée qui vient de se créer. Fort de cette position, il fait valoir que le moment des réformes est arrivé, favorisé par le Statut albertin qui a créé de réelles perspectives de progrès. Le Piémont peut ainsi s'éloigner du front catholique et réactionnaire, qui triomphe dans le reste de l'Italie.
À cette fin, la première étape est la promulgation des lois Siccardi (9 avril 1850 et 5 juin 1850), qui abolissent les différents privilèges du clergé dans le Piémont, ce qui ouvre une phase de conflit avec le Saint-Siège ; des incidents graves, aussi bien de la part de D'Azeglio que de Pie IX, ont en effet lieu à leur suite. Parmi ceux-ci, il y a le refus de donner l'extrême-onction à l'ami de Cavour, Pietro di Santarosa, mort le 5 août 1850. Par tous les moyens, Cavour s'insurge contre le clergé, obtenant l'expulsion de l'ordre des Servites de Marie de Turin, dans lequel milite le prêtre qui s'est refusé à donner les sacrements, et influençant, probablement aussi, la décision d'arrêter l'archevêque de Turin, Luigi Fransoni.

### Ministre du royaume de Sardaigne (1850-1852)
Avec la mort de Santarosa, qui occupait le poste de ministre de l'Agriculture et du Commerce, Cavour, fort du rôle de premier plan pris en ces jours de batailles anticléricales et de la reconnaissance de sa compétence technique, est désigné comme le successeur naturel du ministre disparu. Convaincu par certains députés, le président du Conseil D'Azeglio et Victor-Emmanuel II (encouragé par le général La Marmora), acceptent de confier le ministère de l'Agriculture et du Commerce à Cavour, qui prête serment le 11 octobre 1850. Victor-Emmanuel commente cette prise de fonction à ses ministres : « Moi, je veux bien, mais rappelez-vous qu’il vous prendra tous vos portefeuilles ».

#### Ministre de l'Agriculture et du Commerce

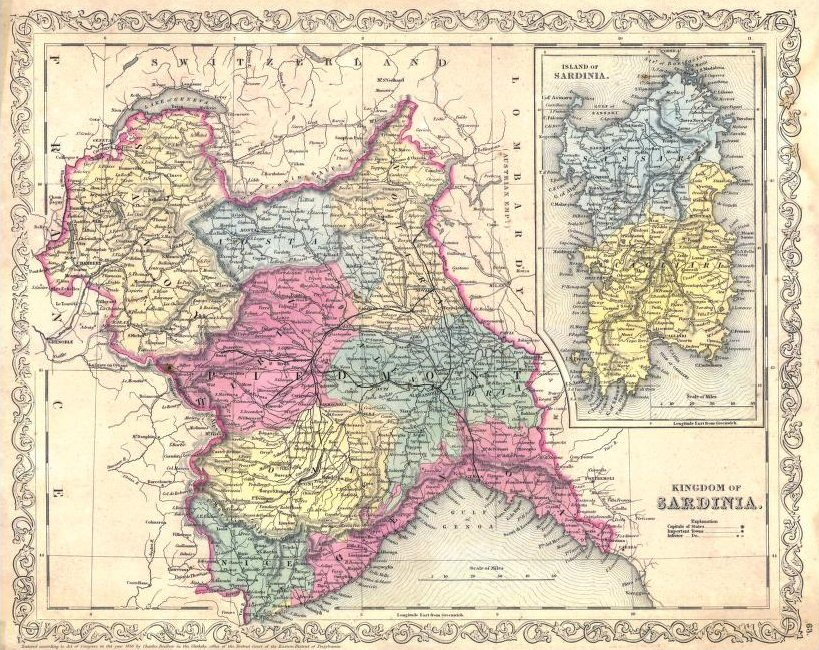
Carte anglaise du Royaume de Sardaigne.

Parmi les premières tâches réalisées par Camillo Benso, il faut noter le renouvellement du traité de commerce avec la France, empreint de libre-échangisme. L'accord, qui n'est pas particulièrement intéressant pour le Piémont, doit être soutenu par des motifs politiques pour être approuvé, même si Cavour rappelle que toute réduction douanière est pour lui une opération avantageuse. Après avoir abordé la question des traités de commerce, le comte engage des négociations avec la Belgique et le Royaume-Uni. Avec les deux pays, il obtient et accorde des aménagements douaniers facilitant le commerce. Les deux traités, conclus respectivement le 24 janvier 1851 et le 27 février 1851, sont les premiers actes témoignant du libéralisme commercial de Cavour.
Ces deux accords, par lesquels il obtient un large succès parlementaire, ouvrent la voie à une réforme générale des droits de douane dont la loi est promulguée le 14 juillet 1851. Pendant ce temps, d'autres traités de commerce sont signés entre mars et juin avec la Grèce, les villes hanséatiques, l'Union douanière allemande, la Suisse et les Pays-Bas. Avec 114 voix pour et 23 contre, la Chambre adopte même un traité similaire avec l'Autriche, concluant la première phase de la politique douanière de Cavour qui réalise pour le Piémont le passage du protectionnisme vers le libre-échange.
Pendant la même période, Cavour se voit confier le ministère de la Marine au sein duquel il se distingue par ses idées novatrices et entre en désaccord avec les officiers supérieurs, dont la plupart sont des réactionnaires qui s'opposent à l'introduction des bateaux à vapeur. D'autre part, les troupes sont très indisciplinées et l'intention de Cavour est de faire de la marine sarde un corps de professionnels à l'instar de celle du royaume des Deux-Siciles.

#### Ministre des Finances

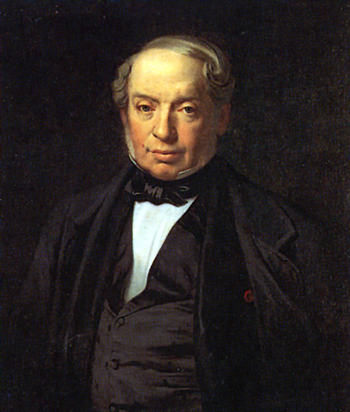
Le banquier français James de Rothschild (1792-1868).

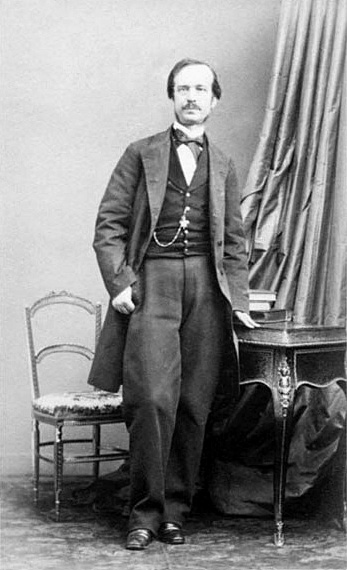
Urbano Rattazzi, un allié de Cavour dans le Connubio.

Au cours de la phase, délicate, du débat parlementaire pour l'approbation des traités commerciaux avec le Royaume-Uni et la Belgique, Cavour menace de quitter le gouvernement si on n'abandonne pas l'habitude de confier à un député (dans ce cas Giovanni Nigra (1798-1865)) la charge de Ministre des Finances. Le 19 avril 1851, Cavour remplace Nigra, en gardant toutes les autres charges ministérielles. Il y a alors de sérieux désaccords entre D'Azeglio et Cavour, qui, finalement, obtient le ministère.
Le gouvernement de Turin a désespérément besoin de liquidité, principalement pour les indemnités imposées par les Autrichiens après la guerre d'indépendance, et Cavour, par son habileté et ses contacts, semble l'homme providentiel pour gérer la délicate situation. Le royaume de Sardaigne est déjà lourdement endetté auprès des Rothschild dont Cavour souhaite soustraire le pays à la dépendance. Après plusieurs tentatives infructueuses avec la Bank of Baring, il obtient un emprunt important auprès de la petite Hambros Bank.
En plus de ce prêt (3,6 millions de livres sterling), Cavour obtient d'autres résultats ; il réussit à clarifier et à synthétiser la situation réelle du budget de l’État, qui, bien que précaire, semble meilleure qu'on ne le pense. Il fait approuver, sur tous les organismes moraux laïcs et ecclésiastiques, un impôt sur le revenu unique de 4 %, il obtient l'imposition des successions. Il augmente le capital de la Banque Nationale des États sardes et initie la collaboration entre les finances publiques et l'initiative privée.
À cet égard, il reçoit en août 1851 les propositions des agences britanniques pour la construction des lignes de chemin de fer Suse-Turin et Novare-Turin. Les projets deviennent des lois, respectivement le 14 juin 1852 et le 11 juillet 1852. Il accorde à l'armateur Raffaele Rubattino la ligne de navigation subventionnée entre Gênes et la Sardaigne et à des groupes génois l'exploitation de mines et de salines en Sardaigne. Il fait la promotion de grands projets comme la création à Gênes de la Compagnie Transatlantique ou comme la création de la société Ansaldo, la future usine de locomotives à vapeur.

#### L'alliance avec le centre gauche
Poussé désormais par le désir d'obtenir la charge de chef du gouvernement et ne supportant plus la politique de D'Azeglio d'alliance avec la droite cléricale, début 1852, Cavour prend l'initiative de passer un accord, le connubio, avec le centre gauche d'Urbano Rattazzi. Celui-ci, avec les votes convergents des députés conduits par Cavour et ceux du centre gauche, remporte, le 11 mai 1852, la présidence de la Chambre du Parlement.
Le Président du conseil D'Azeglio, opposé comme Victor-Emmanuel II à la manœuvre politique de Cavour, démissionne, obtenant ponctuellement le renouvellement du mandat par le roi. Le gouvernement qui se dégage, le 21 mai 1852, très faible, écarte Cavour que D'Azeglio a remplacé par Luigi Cibrario.

### En Grande-Bretagne et en France (1852)
Avant la reprise des luttes politiques, Cavour part de Turin, le 26 juin 1852, pour apprendre de l'étranger ce qui va influencer sa politique économique et industrielle. Gioberti porte le jugement suivant sur Cavour : « Cavour n'est pas riche d'italianité. Tout au contraire, par les sentiments, les instincts, les connaissances, il est quasiment étranger à l'Italie : anglais par les idées, français par le langage ». Le 8 juillet, il est à Londres où il s'intéresse aux plus récents progrès de l'industrie et il prend contact avec des hommes d'affaires, des agriculteurs et des industriels. Il visite des usines et les arsenaux. Il reste dans la capitale britannique jusqu'au 5 août et part pour le pays de Galles et le Nord de l'Angleterre, dont il visite les districts manufacturiers, puis il rejoint l'Écosse. À Londres ou dans leurs maisons de campagne, il rencontre des politiciens britanniques de divers partis. Il fait la connaissance du ministre des Affaires étrangères Malmesbury, mais aussi de Palmerston, Clarendon, Disraeli, Cobden, Lansdowne et Gladstone.
Cavour poursuit son voyage et traverse la Manche pour Paris, où il arrive le 29 août 1852. Dans la capitale française, Louis Napoléon est président de la Deuxième République (il n'est proclamé empereur que le 2 décembre 1852). L'attention du comte, qui est rejoint par son allié Rattazzi, se concentre sur la nouvelle classe dirigeante française avec laquelle il a pris contact. Ils se rendent ensuite auprès du nouveau ministre des Affaires étrangères, Drouyn de Lhuys, et, le 5 septembre, ils dînent avec le prince-président Louis-Napoléon. Ils en ressortent confiants pour l'avenir de l'Italie

### Le premier gouvernement Cavour (1852-1855)

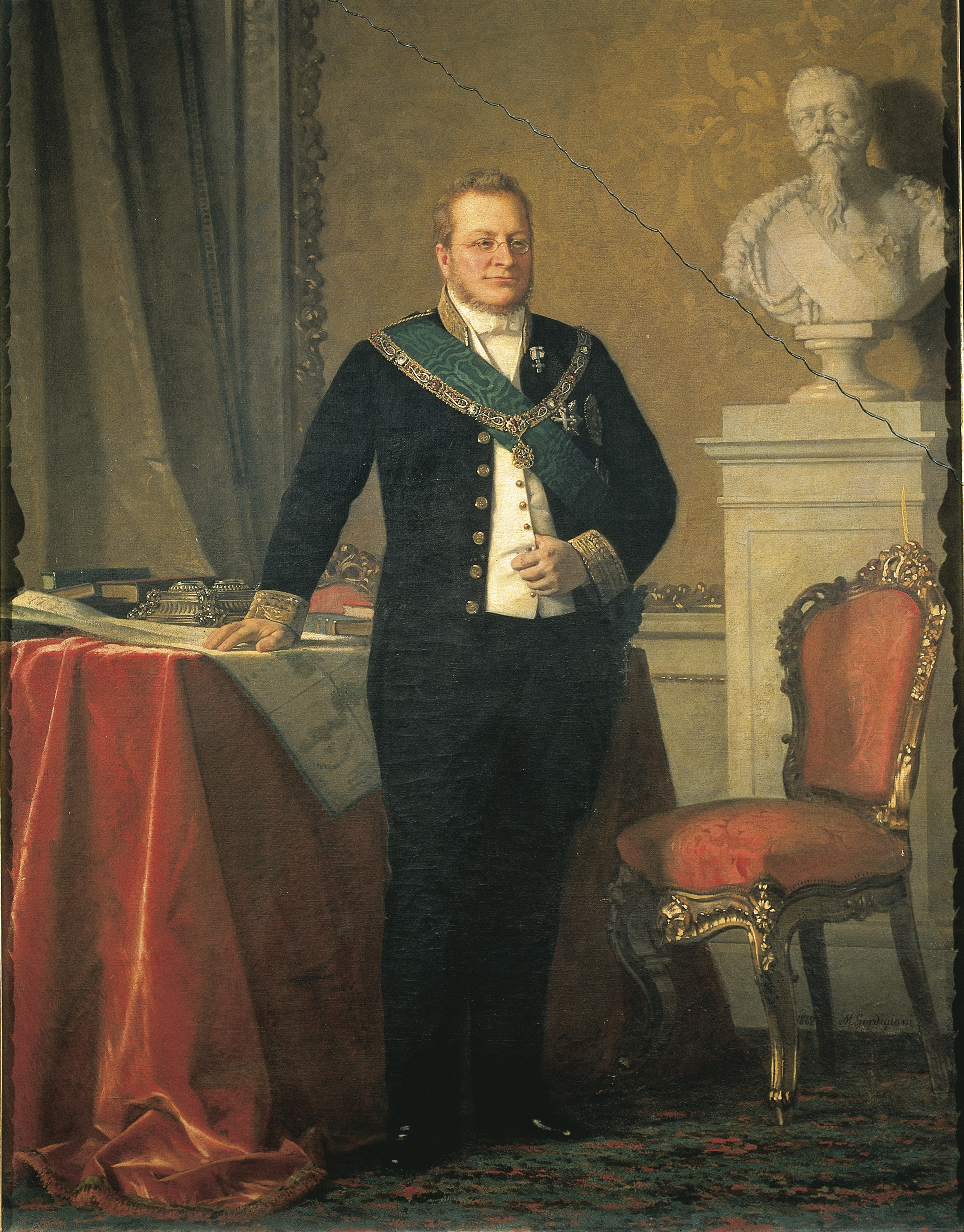
Camillo Benso, comte de Cavour, en costume officiel (portrait par Tranquillo Cremona).

Cavour suit deux objectifs, il engage des réformes fiscales, économiques et politiques destinées à faire du royaume de Sardaigne un état moderne et le rapprochement avec une grande nation car la première guerre d’indépendance a été un échec en raison de la différence de moyens des deux belligérants et il apparaît évident pour la politique piémontaise qu'il faut trouver un allié puissant, tel que Napoléon III, soucieux de contrer la puissance autrichienne.
Cavour repart pour Turin, qu'il rejoint le 16 octobre 1852, après une absence de plus de trois mois. Le 22 octobre 1852, D'Azeglio, à la tête d'un faible exécutif qui a choisi de poursuivre une politique anticléricale, démissionne. Le 4 novembre de la même année, soutenu par des hommes du connubio, qui représentent désormais le libéralisme le plus moderne du Piémont, et fort d'un ample consensus, Cavour est pressenti pour devenir, pour la première fois, Président du conseil.
Victor-Emmanuel II demande à Cavour de former un nouveau gouvernement à condition que le comte négocie, avec les États pontificaux, les questions en suspens, notamment celle de l'introduction du mariage civil dans le Piémont. Cavour refuse et propose Cesare Balbo, comme successeur de D'Azeglio. Balbo ne trouve pas un terrain d'entente avec le représentant de la droite Ottavio Thaon di Revel, et le roi est contraint de rappeler Cavour. Celui-ci accepte alors de former un nouveau gouvernement, le 2 novembre 1852, promettant, pour la loi sur le mariage civil, de lui faire suivre son cours normal auprès des parlementaires, sans faire appel à un vote de confiance.
Deux jours après la formation de son premier gouvernement, Cavour travaille avec passion en faveur de la loi sur le mariage civil qui est cependant rejetée par le Sénat, obligeant le comte à y renoncer définitivement. Pendant ce temps, le mouvement républicain, qui a à sa tête Giuseppe Mazzini, ne cesse d'inquiéter Cavour ; le 6 février 1853, une émeute éclate contre les Autrichiens à Milan et le comte, craignant l'élargissement du phénomène au Piémont, fait arrêter plusieurs mazziniens, y compris Francesco Crispi. Cette décision suscite l'hostilité de la gauche, surtout quand les Autrichiens le remercient pour les arrestations, mais, lorsque le 13 février, le gouvernement de Vienne prononce la confiscation des biens des réfugiés lombards dans le Piémont, Cavour proteste vigoureusement, en rappelant son ambassadeur.

#### Les réformes des finances et du code pénal

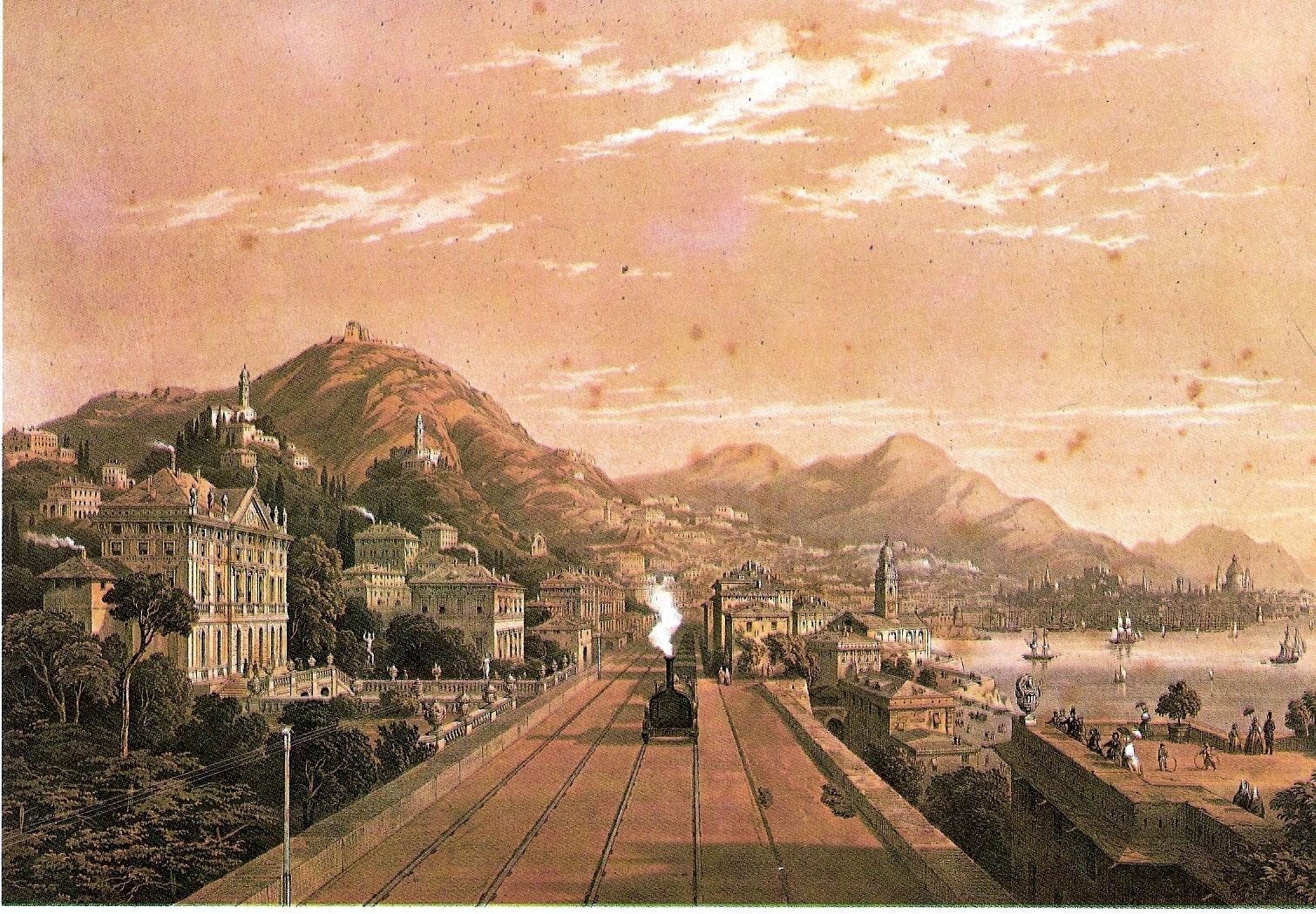
Inauguration de la ligne ferroviaire Turin-Gênes en 1854.

L'objectif principal du premier gouvernement de Cavour est la restauration financière du pays. Pour tenter de retrouver l'équilibre, le comte prend plusieurs mesures : d'abord, il est contraint de recourir à nouveau aux banquiers Rothschild, puis, se référant au système français, il remplace la déclaration des revenus par celle de la vérification judiciaire. Il fait par ailleurs d'importantes interventions dans le secteur des concessions domaniales et des services publics. Enfin, il reprend la politique de développement des instituts de crédit.
D'autre part, le gouvernement fait de grands investissements dans le domaine des chemins de fer, au moment où, grâce à la réforme des douanes, les exportations sont en augmentation considérable. Malgré ceci, il y a une forte résistance à l'introduction de nouveaux impôts fonciers qui, en général, touchent la classe sociale qui compose le Parlement. Cavour, en fait, n'a jamais été en mesure de réaliser les conditions politiques qui permettent une bonne base financière adaptée à ses initiatives.
Le 19 décembre 1853, on parle de « restauration des finances » et ce, même si la situation est plus grave que celle annoncée, y compris en raison de la crise internationale qui précède la guerre de Crimée. Cavour par conséquent passe encore un accord avec les Rothschild pour un prêt, mais il réussit aussi à placer auprès d'un public d'épargnants, avec un franc succès politique et financier, une bonne partie de la dette contractée.
Le consensus politique ne manque pas. Aux élections du 8 décembre 1853, 130 candidats de la majorité gouvernementale sont élus, 52 de la gauche et 22 de la droite. Néanmoins, pour répliquer à l'élection des principaux adversaires politiques, Valerio, Brofferio, Pareto à gauche et Solaro della Margarita à droite, le comte développe une offensive politique visant l'organisation judiciaire. Il est décidé également à récupérer une partie de la gauche et à reprendre la politique anticléricale. À cet égard, le ministre de la Justice Urbano Rattazzi, à l'ouverture de la Ve législature présente un projet de loi modifiant le code pénal. Le noyau de la proposition consiste en de nouvelles peines pour les prêtres qui, abusant de leur ministère, s'opposent aux lois et aux institutions de l’État. La règlementation est adoptée à la Chambre par une large majorité rassemblant un grand nombre de voix de la gauche et, avec une plus grande difficulté, également par le Sénat. Des amendements au code de procédure pénale et le code de procédure civile sont par la suite également adoptés.

#### L'intervention dans la guerre de Crimée

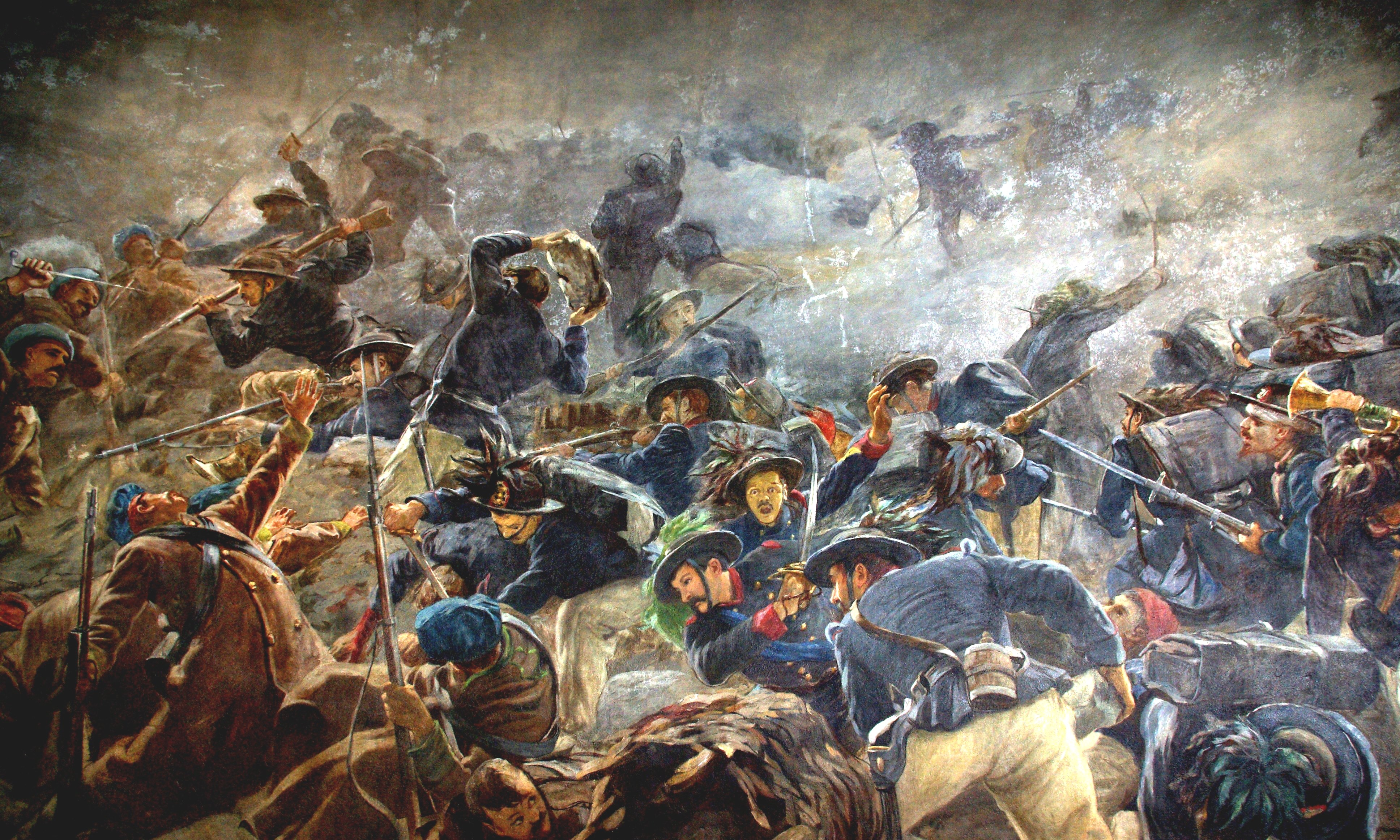
Cavour s'engage auprès du Royaume-Uni et de la France dans la guerre de Crimée. Le corps expéditionnaire piémontais se distingue lors de la bataille de la Tchernaïa (scène du tableau), permettant de présenter la question italienne au niveau européen.

En 1853, une crise européenne se développe, issue d'un conflit religieux entre l'Empire ottoman, déjà en déclin, et la Russie, qui aspire à la protection des chrétiens parmi les peuples turcs des Balkans. Ces aspirations provoquent l'hostilité du gouvernement britannique qui soupçonne la Russie de vouloir conquérir Constantinople et interrompre la voie terrestre pour l'Inde britannique. La France, désireuse de mettre fin à son isolement, s'aligne sur le Royaume-Uni. Le 1er novembre 1853, la Russie déclare la guerre à l'Empire ottoman et le 28 mars 1854 le Royaume-Uni et la France déclarent la guerre à la Russie. La question, pour des opportunités politiques qui peuvent se présenter, commence à intéresser Cavour. En avril 1854, il répond à la demande de l'ambassadeur britannique, Sir James Hudson, affirmant que le royaume de Sardaigne interviendrait dans le conflit si l'Autriche attaque également la Russie, de façon à ne pas exposer le Piémont à l'armée des Habsbourg.
La satisfaction des Anglais est claire, mais durant tout l'été 1854, l'Autriche reste neutre. Enfin, le 29 novembre 1854, le ministre des Affaires étrangères britannique Clarendon écrit à Hudson pour lui demander de faire son possible pour s'assurer d'un corps expéditionnaire piémontais. Une incitation superflue, car Cavour est déjà arrivé à la conclusion que les demandes anglaises et françaises, ces dernières faites au début de la crise à Victor-Emmanuel II, doivent être satisfaites. Il décide d'opter pour l'intervention, soulevant la perplexité du ministre de la guerre La Marmora et du ministre des Affaires étrangères Giuseppe Dabormida (1799-1869), qui démissionne.
Assumant également le poste de ministre des Affaires étrangères, le comte, le 26 janvier 1855, signe l'adhésion définitive du royaume de Sardaigne au traité anglo-français. Le Piémont doit fournir 15 000 hommes et les puissances alliées garantissent l'intégrité du royaume de Sardaigne d'une éventuelle attaque autrichienne. Le 4 mars 1855, Cavour déclare la guerre à la Russie  et le 25 avril, le contingent piémontais part de La Spezia pour la Crimée, où il arrive début mai. Le Piémont récolte les bénéfices de l'expédition lors de la deuxième guerre d'indépendance, quatre ans plus tard. Cette opération restaure le prestige de l’armée sarde et crée des liens de fraternité d’armes entre Français et Piémontais.

#### La loi sur les couvents: la crise Calabiana

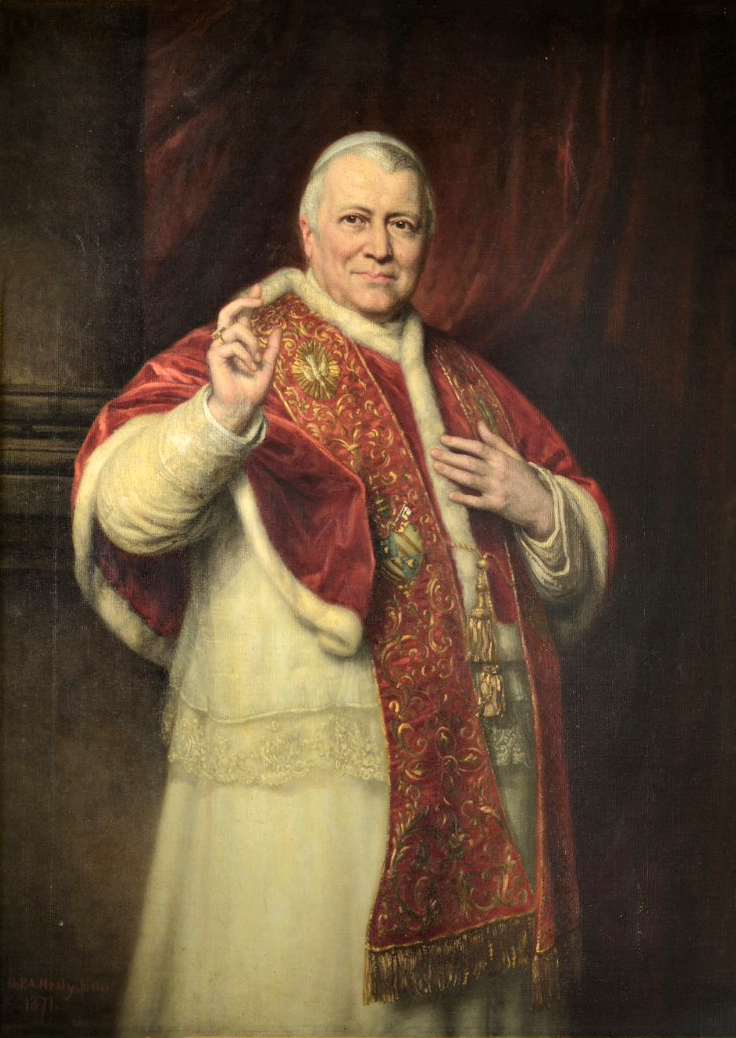
Pie IX, qui excommunie Cavour après l'approbation de la loi sur les couvents (portrait par George Peter Alexander Healy).

Avec l'intention de se rapprocher de la gauche et d'entraver la droite conservatrice qui gagne du terrain en raison de la crise économique, le gouvernement Cavour, le 28 novembre 1854, présente devant la Chambre la loi sur les couvents. La loi, en raison de son libéralisme anticlérical, prévoit la suppression des ordres religieux, à l'exception de ceux consacrés à l'enseignement et à l'assistance aux malades. Durant le débat parlementaire, Cavour attaque, en particulier, les ordres mendiants qu'il déclare nuisibles pour la moralité du pays et contraires à l'éthique moderne du travail.
La forte majorité du comte à la Chambre doit faire face à l'opposition du clergé, du roi et surtout du Sénat qui en première instance rejette la loi. Cavour démissionne le 27 avril 1855, ouvrant une crise constitutionnelle, appelée « crise Calabiana » du nom de l'évêque de Casale, Luigi di Calabiana, sénateur et adversaire du projet de loi.

### Le second gouvernement Cavour (1855-1859)

#### La loi sur les couvents: l'approbation
Quelques jours après sa démission, et étant donné l'impossibilité de former un nouveau gouvernement, le 4 mai 1855, Cavour est rappelé par le roi en qualité de Président du conseil. Au terme de plusieurs jours de discussions pendant lesquels Cavour souligne que « la société actuelle a pour base économique le travail », la loi sur les couvents est approuvée avec toutefois un amendement qui laisse les religieux en place jusqu'à l'extinction naturelle de leur communauté. À la suite de l'approbation de la loi sur les couvents, le 26 juillet 1855, Pie IX excommunie ceux qui ont présenté, approuvé et ratifié la mesure, Cavour et Victor-Emmanuel II y compris.

#### Au Congrès de Paris et la politique étrangère ultérieure

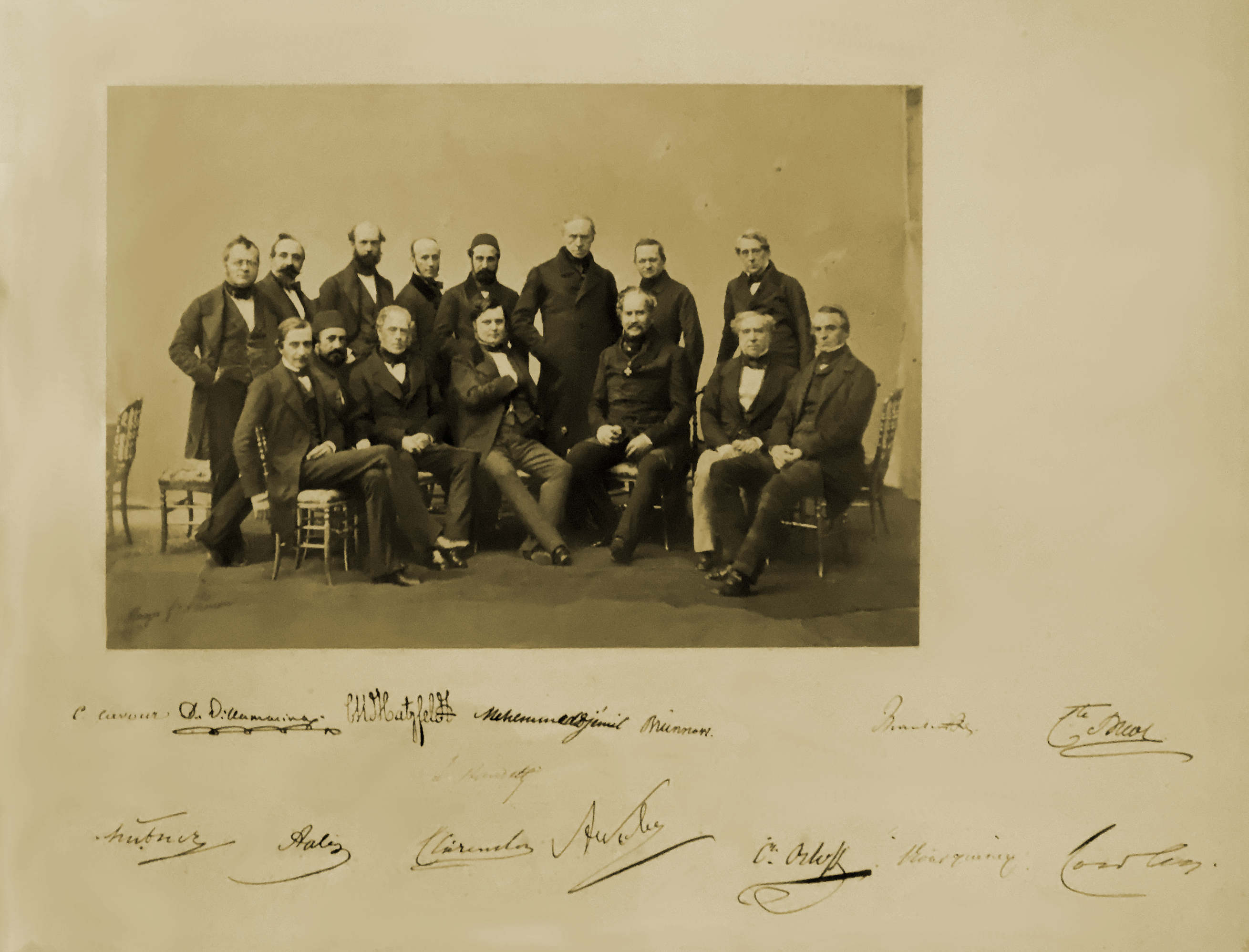
Les plénipotentiaires au congrès de Paris, 1856. Le comte Cavour est debout à gauche

La guerre de Crimée gagnée par les alliés prend fin en 1856 avec le congrès de Paris, auquel participe également l'Autriche. Cavour n'obtient pas de compensations territoriales pour la participation dans le conflit, mais une session est consacrée expressément à discuter du problème italien. À cette occasion, le 8 avril, le ministre des Affaires étrangères britannique Clarendon attaque sévèrement la politique anti-libérale, à la fois dans les États pontificaux et au royaume des Deux-Siciles, ce qui soulève des protestations de la part du ministre autrichien Karl Buol.
Beaucoup plus modérée, le même jour, l'intervention de Cavour reste concentrée sur la dénonciation de la présence des troupes autrichiennes dans la Romagne pontificale. Le fait est que pour la première fois la question italienne est considérée au niveau européen comme une situation qui nécessite des changements face aux griefs de la population. Les relations sont excellentes entre le Royaume-Uni, la France et le Piémont. De retour à Turin, en raison des résultats obtenus à Paris, Cavour, le 29 avril 1856, reçoit la plus haute distinction décernée par la maison de Savoie : le collier de l'Annunziata. Le même Congrès, cependant, pousse le comte à prendre d'importantes décisions, à savoir faire son choix, soit avec la France, soit avec la Grande-Bretagne.
À la suite des décisions de Paris, la question des deux principautés danubiennes est posée. La Moldavie et la Valachie, selon le Royaume-Uni, l'Autriche et la Turquie auraient dû rester divisées sous le contrôle de l'Empire ottoman. Pour la France, la Prusse et la Russie, elles devraient s'unir (dans le futur royaume de Roumanie) et s'imposer comme un État indépendant. Cavour et le royaume de Sardaigne sont favorables à cette position et se déclarent en faveur de l'unification,.
La réaction de la Grande-Bretagne contre la position du Piémont est très sévère. Mais Cavour a déjà décidé et entre le dynamisme de la politique française et le conservatisme du Royaume-Uni, le comte a choisi la France. D’ailleurs, dès 1852, il disait : « C’est de la France surtout que dépendent nos destins ». D'autre part, l'Autriche est de plus en plus isolée, et un épisode va contribuer à consolider cette situation que le comte sait exploiter. Le 10 février 1857, le gouvernement de Vienne accuse la presse de fomenter la révolte dans le Piémont contre l'Autriche, et le gouvernement Cavour de complicité. Le comte rejette toutes les accusations et, le 22 mars, Buol rappelle son ambassadeur, suivi le jour suivant d'une mesure similaire du Piémont. Ainsi l'Autriche utilise la presse pour justifier la rupture des relations avec le petit royaume de Sardaigne, s'exposant aux commentaires réprobateurs de toutes les diplomaties européennes, y compris anglaise, tandis qu'en Italie, un mouvement de sympathie se manifeste majoritairement pour le Piémont.

### L'amélioration de l'économie et la baisse du consensus

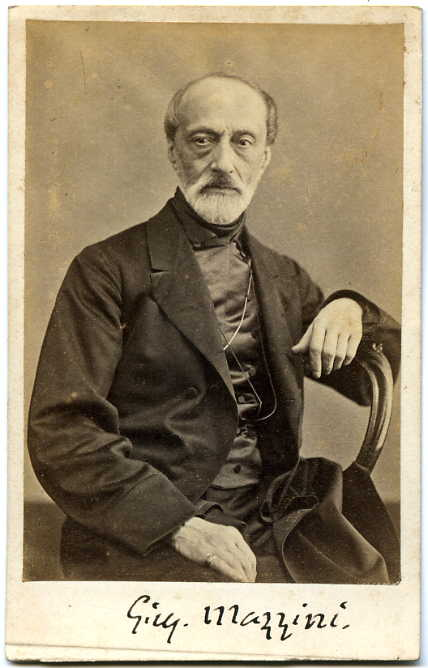
Giuseppe Mazzini, dont Cavour combattait les idées républicaines.

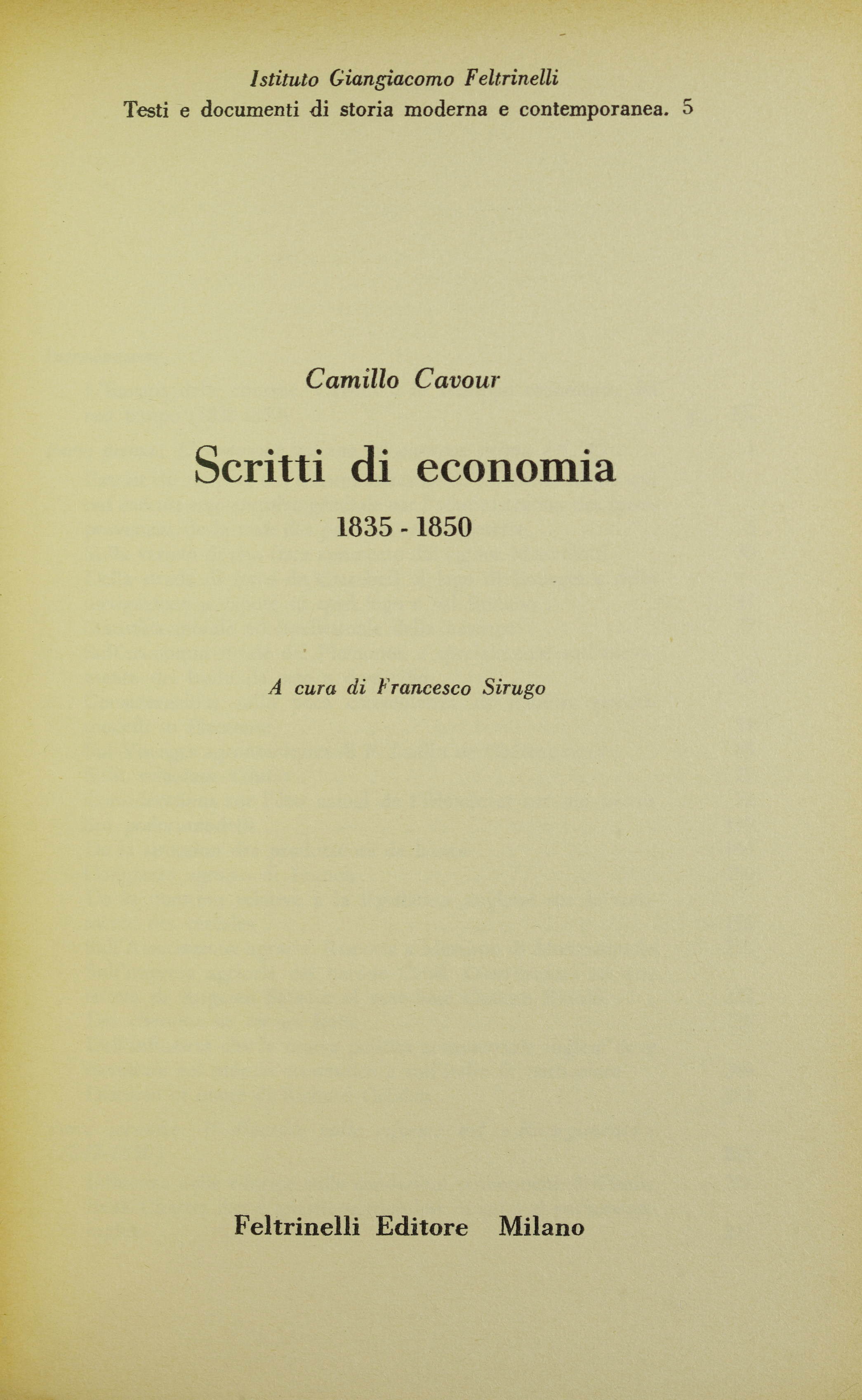
Scritti di economia, 1962

À partir 1855, le Piémont enregistre une amélioration de son économie grâce aux bonnes récoltes céréalières et à la réduction du déficit de la balance commerciale. Encouragé par ces résultats, en 1857, Cavour relance la politique ferroviaire par la construction du tunnel ferroviaire du Mont-Cenis, dans l’objectif de raccorder les réseaux français et italiens.
Le 16 juillet 1857, la Ve législature prend fin prématurément, dans une situation qui, malgré l'amélioration économique, semble défavorable à Cavour. Il y a, en effet, un mécontentement généré par l'accroissement de la pression fiscale, les sacrifices consentis pour la guerre de Crimée et la mobilisation antigouvernementale du monde catholique. Le résultat est qu'aux élections du 15 novembre 1857, le centre libéral de Cavour conquiert 90 sièges (contre 130 lors de la législature précédente), 75 revenant à la droite (au lieu de 22) et 21 à la gauche (au lieu de 52). Le succès du clergé dépasse les prévisions les plus pessimistes de la majorité. Cavour décide de rester en place et la presse libérale s'insurge contre la droite dénonçant les pressions du clergé sur les électeurs. Un contrôle parlementaire est mis en place et, pour certains sièges, de nouvelles élections ont lieu ce qui inverse la tendance : le centre libéral passe à 105 sièges et la droite à 60.
La secousse politique provoque cependant le sacrifice de Rattazzi, précédemment passé au ministère de l'Intérieur. Il n'est pas aimé par la France, s'étant montré incapable d'arrêter Mazzini, considéré comme dangereux pour la vie de Napoléon III. Rattazzi, le 13 janvier 1858 démissionne et Cavour assure l'intérim du Ministère de l'Intérieur.

### La stratégie contre l'Autriche et l'annexion de la Lombardie

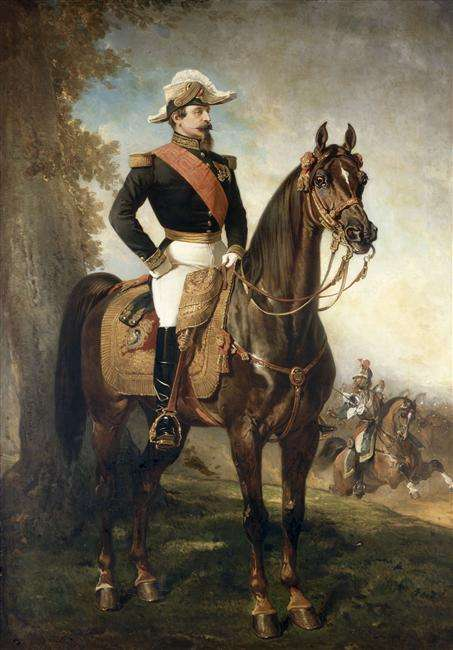
L'empereur Napoléon III (portrait de 1858 par Alfred de Dreux).

Cavour va réussir à arracher l’engagement de la France aux côtés du royaume de Sardaigne en échange de territoires, la Savoie et Nice, mais Napoléon III ne tiendra pas la totalité de ses engagements, en mettant fin à la guerre de manière unilatérale et sans libérer Venise. Le processus d’unification sera toutefois engagé mais sa poursuite restera fragile, le Piémont agissant seul et parfois contre les intérêts de son allié.
Après avoir suscité l'attention des puissances européennes, avec le Congrès de Paris, sur la question italienne, Cavour juge nécessaire de négocier le soutien de la France de Napoléon III, conservateur en politique intérieure, mais promoteur d'une politique étrangère de grandeur. Après une longue série de négociations, rendues difficiles par l'attentat de Felice Orsini sur Napoléon III, en juillet 1858 les accords secrets de Plombières entre Cavour et l'empereur des Français contre l'empire d'Autriche sont entérinés. Ces accords prévoient que, après une guerre qui serait victorieuse contre l'Autriche, la péninsule italienne serait divisée en quatre principaux États liés dans une confédération présidée par le pape : le royaume de la Haute Italie sous Victor-Emmanuel II, le royaume de l'Italie centrale, les États pontificaux limités à Rome et ses environs et le royaume des Deux-Siciles. Florence et Naples passeraient dans la sphère d'influence française.
Les accords de Plombières sont ratifiés l'année suivante par l'alliance franco-sarde, selon laquelle, en cas d'attaque militaire de la part de Vienne, la France interviendrait afin de défendre le royaume de Sardaigne avec l'objectif de libérer de la domination autrichienne la Lombardie-Vénétie pour la céder au Piémont. En retour, la France recevrait les territoires de Nice et de la Savoie, le berceau de la dynastie des Savoie et, en tant que tel, cher à Victor-Emmanuel II. À l'issue de la signature des accords, Cavour traverse une période longue et mouvementée au cours de laquelle le Premier ministre piémontais doit faire face à un comité parlementaire qui l'interroge secrètement sur les détails de l'alliance : Cavour nie que la Savoie et Nice sont l'objet des négociations. Il fait un emprunt de 50 millions de lires sardes pour compléter les armements du Piémont et met au point une série de provocations militaires à la frontière avec l'Autriche, qui effrayée, lui lance un ultimatum en lui demandant de désarmer son armée sous trois jours. Le comte refuse et l'Autriche ouvre les hostilités contre le Piémont, le 26 avril 1859, ce qui déclenche l'exécution des conditions de l'alliance franco-sarde. Le 29 avril 1859, les Autrichiens passent la frontière du Tessin, et, le même jour, les Français franchissent les Alpes.
Malgré les victoires de Magenta et Solférino, les pertes considérables de part et d’autre convainquent Napoléon III, par un acte unilatéral, de signer un armistice avec l'Autriche à Villafranca, le 11 juillet 1859, puis de ratifier le traité de paix à Zurich, le 11 novembre. Les clauses du traité prévoient que Victor-Emmanuel II recevrait la seule Lombardie et, pour le reste, que tout redeviendrait comme précédemment. Cavour, déçu et aigri par ces clauses d'armistice, après de vives discussions avec Napoléon III et Victor-Emmanuel, décide de démissionner de son poste de Président du conseil, provoquant la chute de son gouvernement, le 12 juillet 1859. Il dit à François Pietri, secrétaire particulier de Napoléon III : « Votre Empereur m’a déshonoré […]. Mais je vous le dis, cette paix ne se fera pas ! Ce traité ne s’exécutera pas, je prendrai par une main Solaro della Margherita, par l’autre Mazzini, s’il le faut. Je me ferai conspirateur. Je me ferai révolutionnaire. Mais ce traité ne s’exécutera pas ». Rattazzi est responsable du nouveau gouvernement du 19 juillet 1859 au 16 janvier 1860, date à laquelle il démissionne et est remplacé par Cavour le 20 janvier.

### Le troisième gouvernement Cavour (1860-1861)

#### Nice et la Savoie contre Modène, Parme, la Romagne et la Toscane

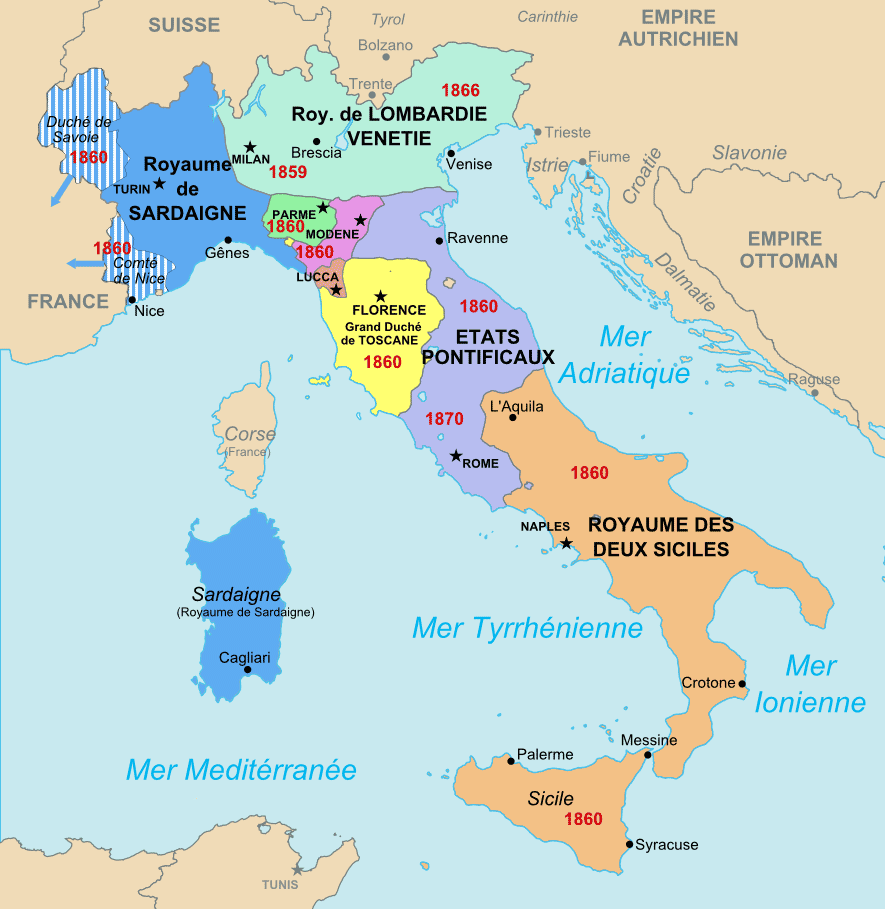
Carte de l'Italie avec les dates de l'unification italienne.

Au cours de la guerre, les gouvernements et les forces des petits États italiens du centre et du nord et de la Romagne pontificale abandonnent leurs postes et, de partout, des autorités provisoires pro-sardes se mettent en place. Après la paix de Zurich, un statu quo est trouvé car les gouvernements provisoires refusent de restituer le pouvoir aux anciens dirigeants ; le gouvernement de La Marmora n'a pas le courage de proclamer l'annexion des territoires au royaume de Sardaigne. Le 22 décembre 1859, Victor-Emmanuel II se résigne à rappeler Cavour qui, entre-temps, a créé le parti de l'Union libérale.
Le comte revient à la présidence du Conseil des Ministres le 21 janvier 1860 ; il se trouve bientôt confronté à une proposition française d'un règlement des territoires libérés : l'annexion au Piémont des duchés de Parme et de Modène, le contrôle de la maison de Savoie sur la Romagne pontificale, un royaume séparé en Toscane sous la direction d'un membre de la maison de Savoie et le transfert de Nice et de la Savoie à la France. En cas de refus de la proposition, le Piémont aurait dû affronter seul la situation face à l'Autriche, « à ses risques et périls ».Par rapport aux accords de l'alliance franco-sarde, cette proposition abandonne l'annexion de la Vénétie, qui n'a pas été libérée de l'occupation autrichienne. L'annexion de Parme, de Modène et de la Romagne étant établie, Cavour, fort du soutien du Royaume-Uni, défie la France sur la Toscane, organisant un référendum sur l'union au Piémont et la formation d'un nouvel État. Le référendum a lieu les 1er mars 1860 et 12 mars 1860, avec des résultats qui légitiment l'annexion de la Toscane au royaume de Sardaigne. Le gouvernement français réagit en sollicitant la cession de la Savoie et de Nice, ce qui se traduit par la signature du traité de Turin, le 24 mars 1860. En échange de ces deux provinces, le royaume de Sardaigne se transforme en une nation beaucoup plus homogène que le vieux Piémont, acquérant en plus de la Lombardie, l'actuelle Émilie-Romagne et la Toscane.

#### Face à l’expédition des Mille

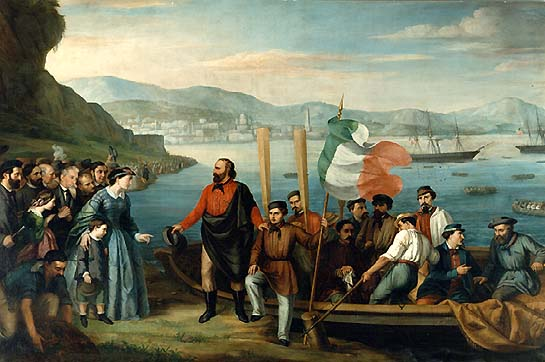
Cavour se méfiait de l'expédition des Mille qu'il considérait comme un signe avant-coureur de la révolution et de difficultés des relations avec la France.

Cavour est conscient que la gauche n'a pas abandonné l'idée d'une expédition au sud de l'Italie, et que Garibaldi, entouré de personnages républicains et révolutionnaires, est en contact à cette fin avec Victor-Emmanuel II. Le comte considère l'initiative risquée et, de ce fait, il s'y oppose. Cependant, son prestige a été mis en défaut par la cession de Nice et de la Savoie et il ne se sent pas assez fort pour s'y opposer. Le départ de Quarto est soigneusement surveillé par les autorités piémontaises et Cavour réussit, grâce à Giuseppe La Farina qui est envoyé après le débarquement en Sicile, à surveiller et maintenir le contact avec Garibaldi. Sur les intentions de celui-ci à débarquer dans les États pontificaux, le comte, très inquiet de la possible réaction des Français, alliés du pape, ordonne, le 10 mai 1860, l'envoi d'un navire dans les eaux de la Toscane pour arrêter Garibaldi.
Garibaldi prend néanmoins la route du Sud et, après son débarquement à Marsala le 11 mai 1860, Cavour envoie en Sicile La Farina afin de maintenir le contact avec Garibaldi et contrôler, si cela est possible, la situation. Sur la scène internationale, les puissances étrangères, soupçonnant la complicité du Royaume de Sardaigne dans l'expédition, protestent auprès du gouvernement de Turin, qui affronte avec une certaine tranquillité la situation en raison de la grave crise financière de l'Autriche, qui doit en effet faire face à une reprise de la révolution hongroise.
Napoléon III, d'autre part, s'active immédiatement dans le rôle de médiateur et, pour la paix, propose à Cavour la séparation de la Sicile du royaume des Deux-Siciles, la promulgation d'une Constitution à Naples et à Palerme et l'alliance entre le royaume de Sardaigne et le royaume des Deux-Siciles enfin. Immédiatement, le régime des Bourbon se conforme à la proposition française et instaure un gouvernement libéral qui proclame une constitution. Cette situation met Cavour en grande difficulté, une telle alliance étant impossible. Dans le même temps il ne peut mécontenter la France et le Royaume-Uni qui font pression pour instaurer une trêve. Le gouvernement piémontais décide alors que le roi doit envoyer une lettre à Garibaldi lui intimant l'ordre de ne pas traverser le détroit de Messine. Le 22 juillet 1860, Victor-Emmanuel II envoie cette lettre voulue par Cavour mais la faisant suivre, cependant, d'un message personnel dans lequel il contredit son ordre officiel.

#### Garibaldi à Naples

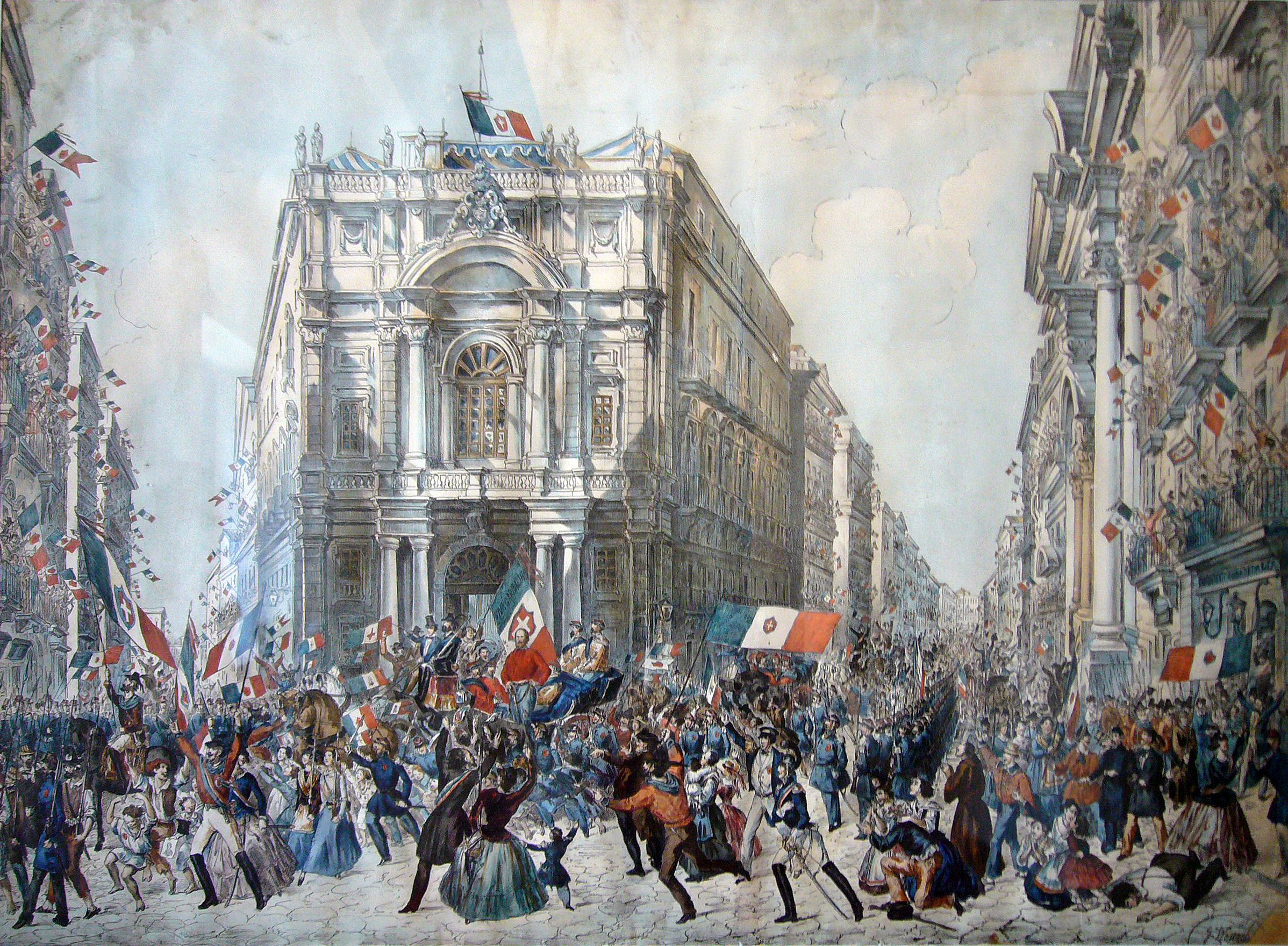
L'arrivée de Garibaldi à Naples (7 septembre 1860), événement que Cavour tente d'empêcher en organisant une émeute pro-piémontaise qui échoue.

Le 6 août 1860 Cavour informe les délégués du royaume des Deux-Siciles du refus de Garibaldi d'accepter la trêve, déclarant les moyens de conciliation épuisés et renvoyant les négociations pour l'alliance à un futur incertain. Le comte, craignant une détérioration des relations avec la France, fait arrêter une expédition militaire de Mazzini qui, depuis la Toscane, doit s'attaquer aux États pontificaux. À la suite de ces événements, Cavour est disposé à faire tous les efforts pour empêcher que le mouvement pour l'unification de l'Italie devienne révolutionnaire. Dans ce contexte, il tente, en vain, d'empêcher Garibaldi de parvenir à Naples, en organisant une expédition clandestine d'armes pour une révolte pro-piémontaise qui n'a pas lieu. À l'inverse, Garibaldi entre triomphalement dans la capitale des Bourbon le 7 septembre 1860, dissipant, en raison de l'amitié qu'il garde pour le roi, les craintes de Cavour.

#### L’annexion des Marches, de l’Ombrie et du royaume des Deux-Siciles
En échec à Naples, le comte, dans le but de rendre à la maison de Savoie une part active dans le mouvement national, décide l’invasion des Marches et de l’Ombrie pontificales. Ce projet doit aussi empêcher la progression de Garibaldi vers Rome ainsi qu’un conflit périlleux avec la France. Napoléon III doit être informé et préparé à ces événements et convaincu que l’invasion par le Piémont des États pontificaux est un moindre mal. Pour cette délicate mission, le comte choisit Farini et Cialdini.
La crainte d'une attaque de l'Autriche fait précipiter les événements et Cavour envoie un ultimatum aux États pontificaux leur enjoignant de licencier les troupes étrangères, suivi, le 11 septembre 1860, de la violation des frontières. La France réagit fermement pour défendre le pape, mais sans effet concret. Pendant ce temps, la crise avec Garibaldi s’aggrave soudainement, lorsque le général proclame, le 10 septembre, qu'il souhaite confier les territoires conquis au roi seulement après avoir occupé Rome. Cette annonce obtient également l'approbation de Mazzini.
La victoire lors de la bataille de Castelfidardo, l'attribution au gouvernement d'un prêt de 150 millions de lires sardes pour les dépenses militaires et le triomphe de l'indépendance italienne redonnent des forces et de la confiance à Cavour, tandis que Garibaldi, bien que victorieux à la bataille du Volturno, met fin à son avancée sur Rome. Répondant à la demande de Cavour, le « prodictateur » Giorgio Pallavicino Trivulzio organise à Naples un plébiscite pour l'annexion immédiate au royaume de Sardaigne, suivi à Palerme par son homologue Antonio Mordini. Les votes ont lieu le 21 octobre 1860, sanctionnant l'union du royaume des Deux-Siciles à celui de Victor-Emmanuel II. Les 4 et 5 novembre 1860, l'Ombrie et les Marches votent pour l'unification à l'Italie. Au début du mois d'octobre Cavour déclare :

« Ce ne sera pas le dernier titre de gloire pour l'Italie d'avoir su former une nation sans sacrifier la liberté de l'indépendance, sans passer par les mains dictatoriales d'un Cromwell, mais en se libérant de l'absolutisme monarchique sans tomber dans le despotisme révolutionnaire […]. Retourner […] aux dictatures révolutionnaires d'un ou plusieurs, serait tuer la naissante liberté légale que nous voulons inséparable de l'indépendance de la nation »

— Camillo Cavour, 2 octobre 1860
| Territoire        | Date       | Nombre d'habitants | Inscrits  | en faveur de l'annexion | Contre l'annexion |
| ----------------- | ---------- | ------------------ | --------- | ----------------------- | ----------------- |
| Royaume de Naples | 21 octobre | 6 500 000          | 1 650 000 | 1 302 064               | 10 302            |
| Sicile            | 21 octobre | 2 232 000          | 575 000   | 432 053                 | 667               |

#### Les relations entre l'Église et l'État
Les desseins de Garibaldi sur Rome arrêtés, le problème pour Cavour est de décider ce qu'il convient de faire avec ce qui reste des États pontificaux (approximativement le Latium actuel), en tenant compte du fait qu'une attaque sur Rome serait considérée comme un acte d'agression par la France.
Le projet du comte, qui débute en novembre 1860 et qu'il poursuit jusqu'à sa mort, est de proposer au Pape la renonciation au pouvoir temporel en échange de la renonciation, de la part de l’État, à ce qui est son équivalent : le juridictionnalisme. Le principe de « l'Église libre dans un État libre » serait adopté, mais les négociations achoppent sur l'intransigeance fondamentale de Pie IX, et le projet échoue.

### Le Gouvernement Cavour du royaume d’Italie (1861)

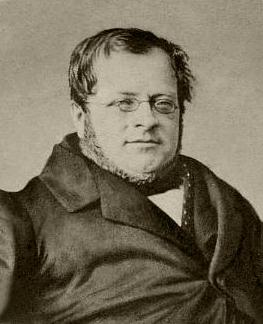
Cavour a été le premier Président du conseil du royaume d’Italie.

Du 27 janvier 1861 au 3 février 1861, les élections pour le premier Parlement italien unitaire ont lieu. Plus de 300 des 443 sièges de la nouvelle chambre vont à la majorité gouvernementale. L’opposition en remporte une centaine mais la droite, composée de cléricaux, n'a pas de représentants depuis que ces derniers ont adhéré à l’invitation de ne pas élire et de ne pas se faire élire dans un Parlement qui a porté atteinte aux droits du pape. Le 18 février la nouvelle session, dans laquelle pour la première fois siègent ensemble des représentants du Piémont, de la Lombardie, de la Sicile, de la Toscane, de l’Émilie et de Naples, est inaugurée. Le 17 mars, le Parlement proclame le royaume d’Italie, et Victor-Emmanuel II comme son roi. Le 22 mars, le roi renonce à nommer Ricasoli à la tête du gouvernement, et confirme Cavour à la tête de celui-ci, avec en outre la charge de la Marine et des Affaires étrangères. Le 25 mars, il déclare au parlement que Rome devrait devenir la capitale de l’Italie.

#### L’affrontement avec Garibaldi
L’épisode le plus tumultueux de la vie politique de Cavour, en dehors de l’incident avec Victor-Emmanuel II après l’armistice de Villafranca, est sa rencontre avec Garibaldi en avril 1861. L’objet de la discorde est l’armée des volontaires garibaldiens du Sud dont Cavour veut éviter le transfert dans le Nord, de peur qu’elle devienne la proie des radicaux. Ainsi, le 16 janvier 1861, il décrète la dissolution de l’armée méridionale à Naples et, malgré les protestations de son commandant, Giuseppe Sirtori, Cavour demeure catégorique.
Sans défendre son armée, Garibaldi prononce, le 18 avril 1861, un discours mémorable à la Chambre en accusant « la froide main ennemie de ce ministère Cavour » d’avoir voulu provoquer une « guerre fratricide ». Le comte réagit violemment demandant, en vain, au Président de la Chambre Rattazzi de rappeler Garibaldi à l’ordre. La séance est suspendue et Nino Bixio tente dans les jours suivants une réconciliation qui ne sera jamais totalement accomplie.

#### Les derniers jours

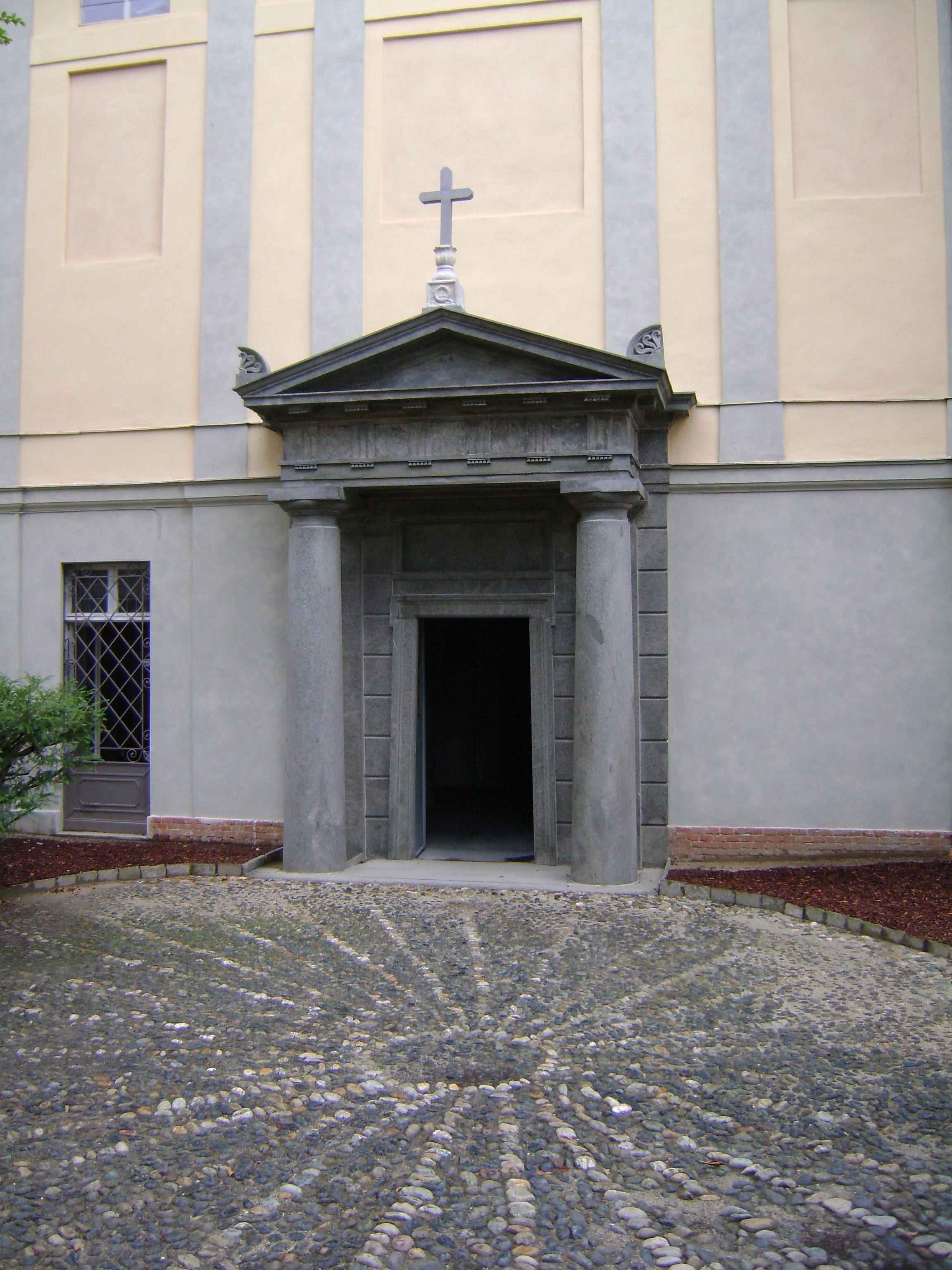
Tombe de Cavour

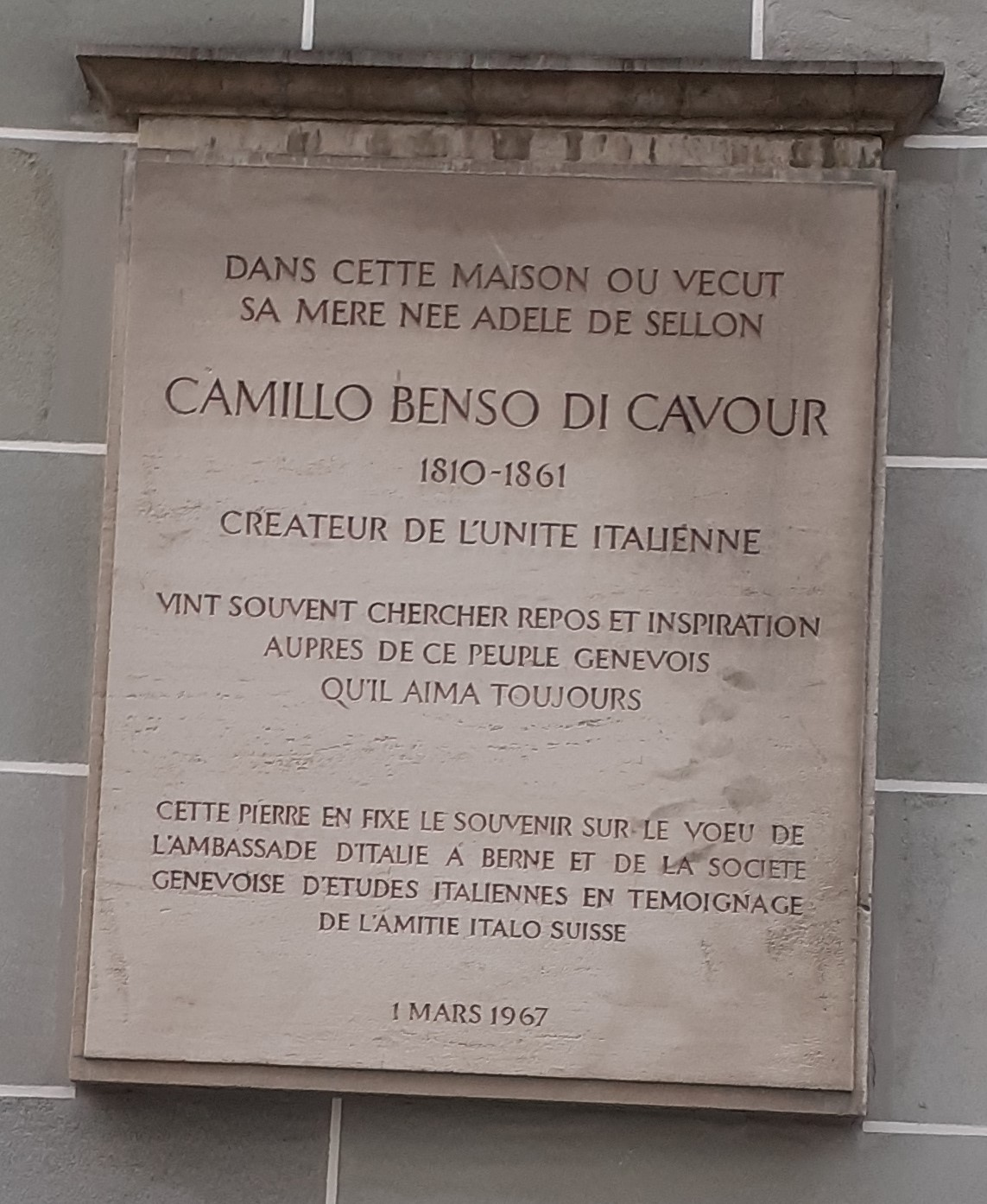
Plaque commémorative posée Rue des Granges à Genève en souvenir des vacances juvéniles de Cavour

Le 29 mai, Cavour a un malaise que son médecin attribue à une crise de paludisme qui le frappe périodiquement depuis que, jeune, il a contracté la maladie dans les rizières familiales de Verceil. Tous les traitements sont sans effet. Il demande à voir son ami et prêtre franciscain, le Père Giacomo da Poirino (au siècle Luigi Marocco). Celui-ci, après une longue conversation, lui donne l'absolution, bien qu'excommunié, et lui fournit la communion et l'extrême-onction, car le comte dit vouloir « mourir en bon chrétien ». Pour cet acte, le père Giacomo est suspendu a divinis. Selon son ami Michelangelo Castelli, les dernières paroles du comte sont : « L'Italie est faite, tout est sauvé ». Le 6 juin 1861, moins de trois mois après la proclamation du royaume d'Italie, Cavour meurt à Turin dans le Palazzo Benso di Cavour, le palais familial des Cavour. Sa mort cause un chagrin immense, parce qu'elle est tout à fait inattendue, et, à ses funérailles, il y a une extraordinaire participation de personnalités. La tombe de Cavour se trouve à Santena, à côté de celle de son neveu, Augusto, dans la crypte familiale. Son frère Gustavo refuse les honneurs d'une sépulture d'État dans la basilique de Superga comme le demande Victor-Emmanuel II. La tombe de Cavour est déclarée monument national en 1911.

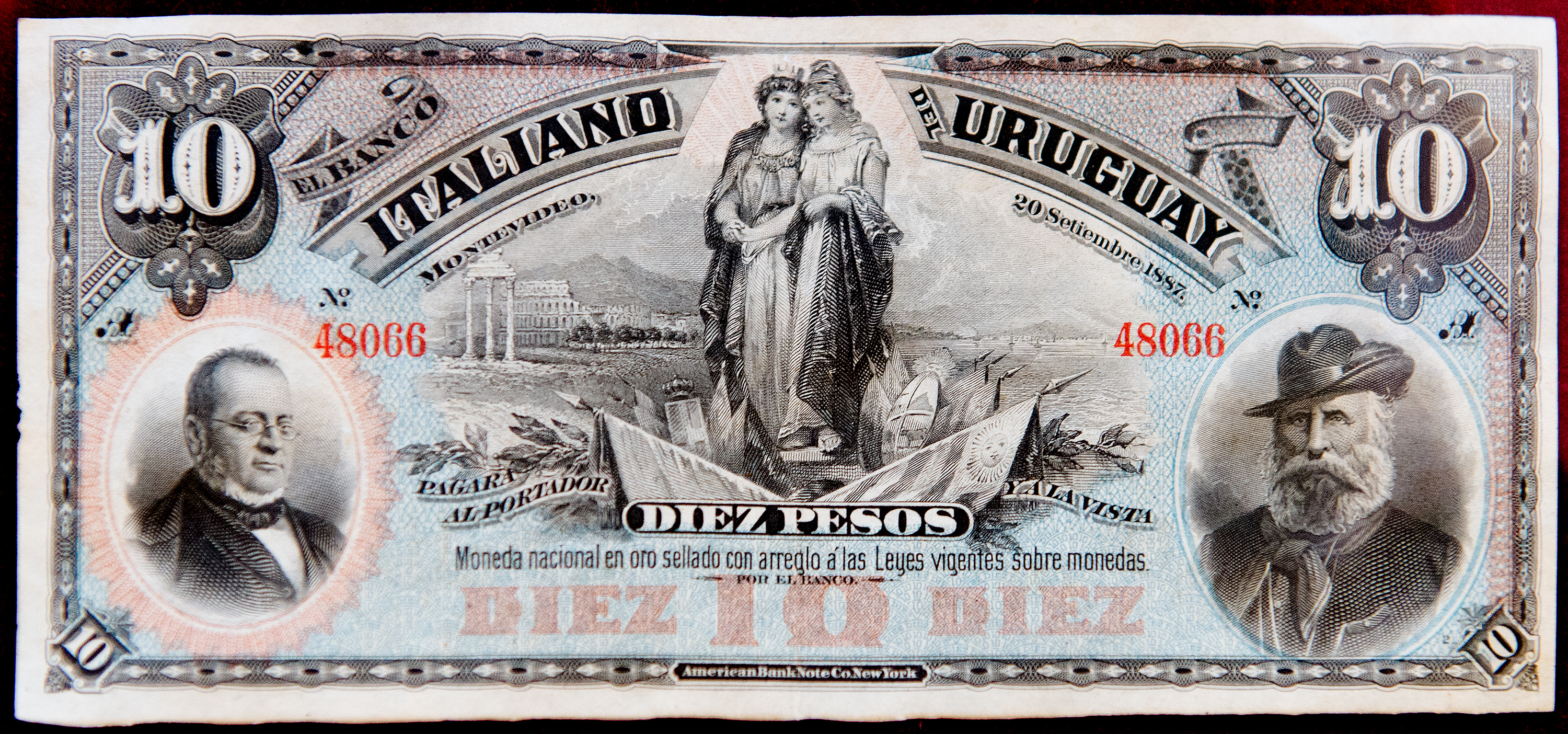
Billet de banque uruguayen en mémoire de Cavour et Garibaldi

Bettino Ricasoli succède à Cavour comme Président du conseil.

## Cavour et Mazzini, les deux visages du Risorgimento
Giuseppe Mazzini, philosophe et républicain, attira à lui, par ses idées, toutes les composantes révolutionnaires de l'Italie avant que celles-ci se rallient au roi du royaume de Sardaigne et à Cavour. Daniele Manin, en particulier, appelle ses amis à soutenir l'action de la maison de Savoie dans une déclaration retentissante :

« Persuadé qu'il faut avant tout faire l'Italie, que c'est la question primordiale, je dis à la maison de Savoie : Faites l'Italie et je suis avec vous, sinon non... Moi républicain, je plante le premier l'étendard de l'unification : L'Italie avec le roi sarde. »

— Daniele Manin
Mazzini fut un opposant de Cavour qu'il ne put affronter au sein du Parlement car bien qu'élu en 1866, après plusieurs invalidations, il refusa de prêter serment au Statut albertin, la constitution de la monarchie de Savoie.
Mazzini fut un farouche adversaire de la guerre de Crimée, qui causa d'énormes pertes en hommes au royaume de Sardaigne. Il adressa un appel aux soldats en partance pour le conflit :

« Quinze mille d'entre vous sont sur le point d'être déportés vers la Crimée. Pas un, peut-être ne reverra sa famille.[…] Vous n'aurez pas l'honneur des batailles. Vous mourrez, sans gloire, sans les auréoles des splendides faits à transmettre, réconfort ultime de vos proches. Vous mourrez à cause des gouvernements et des dirigeants étrangers.[…] Pour servir un faux dessein étranger, vos os blanchiront piétinés par les chevaux des Cosaques, sur des terres lointaines, qu'aucun des vôtres ne pourra recueillir pour pleurer dessus. C'est pourquoi moi je vous appelle, avec une douleur dans l'âme, “déportés”. »

— Giuseppe Mazzini,
Lorsqu'en 1858, Napoléon III échappa à l'attentat de Felice Orsini et Giovanni Andrea Pieri, le gouvernement de Turin l'imputa à Mazzini (Cavour l'aurait appelé « le chef de la horde d'assassins fanatiques », et par ailleurs « un ennemi aussi dangereux que l'Autriche ») car les deux auteurs de l'attentat avaient milité dans son Partito d'Azione. Selon Denis Mack Smith, Cavour avait, par le passé, financé les deux révolutionnaires à cause de leur rupture avec Mazzini, et, après l'attentat de Napoléon III et les condamnations des deux hommes, la veuve d'Orsini reçut une pension. Cavour fit également pression sur la magistrature pour faire juger et condamner la presse radicale. Il favorisa également l'agence Stefani avec des fonds secrets, bien que la loi interdise les privilèges et les monopoles des privés. Ainsi, l'agence Stefani, forte de solides relations avec Cavour devint, selon l'écrivain Gigi Di Fiore, un outil clé du gouvernement pour le contrôle des médias dans le royaume de Sardaigne.
Mazzini, quant à lui, en plus d'avoir condamné l'attentat d'Orsini et de Pieri, attaqua le Premier ministre dans un article publié dans le journal Italia del popolo :

« Vous avez ouvert dans le Piémont un dualisme mortel, vous avez corrompu notre jeunesse, mettant en place une politique de mensonges et des tromperies face à la politique sereine de celui qui veut renaître. Entre vous et nous, monsieur, un abîme nous sépare. Nous représentons l'Italie, vous la vieille suspicieuse ambition monarchique. Nous, nous voulons surtout l'unité nationale, vous, l'élargissement territorial. »

— Giuseppe Mazzini
Mazzini soutint Garibaldi dans son expédition des Mille et l'incita à prendre Rome sachant que cela allait à l'opposé de la politique de Cavour, inquiet de la réaction de la France.

## Controverses

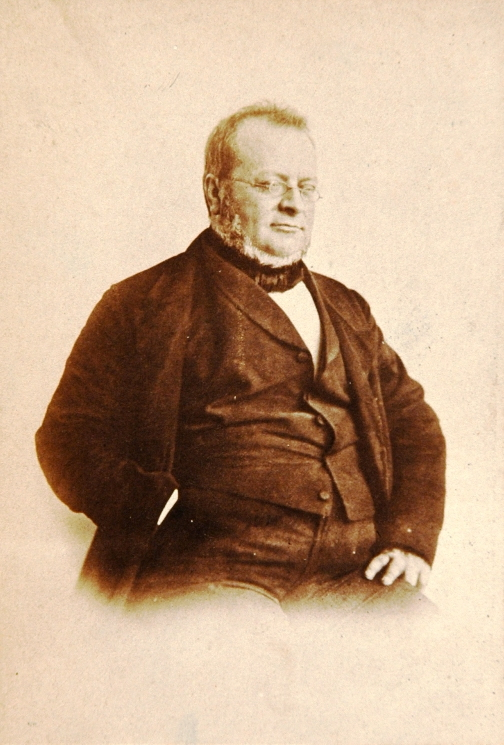
Photographie de Cavour par Ludovico Tuminello.

### La politique intérieure
Tout en suscitant l'admiration d'un large public, le personnage de Cavour est également l'objet de critiques.
En 1853, année de grave crise céréalière dans la péninsule italienne, Cavour, grand propriétaire de moulins, plutôt que d'interdire le commerce du blé avec l'étranger, aurait accepté des exportations, réalisant selon certains auteurs (comme Lorenzo Del Boca) d'énormes profits à des fins personnelles et privant de récoltes la population piémontaise. L'historien Rosario Romeo parle de rumeurs contre le comte, de la part de journaux populaires de l'époque. Le fait est que la politique des exportations de céréales provoqua un malaise général et des troubles à Arona, Pallanza (une frazione de Verbania) et Gênes. Des maires se mobilisèrent contre le gouvernement de Cavour, parmi lesquels les douze maires du district d'Intra (frazione de Verbania) et celui de Cava Manara, qui déclarèrent : « Si les exportations continuent pendant un mois encore, les boulangers de ce lieu ne seront plus en mesure de trouver beaucoup de blé pour faire du pain ». La classe populaire alla protester jusque sous les fenêtres de la villa de Cavour. Les carabinieri intervinrent ; on assista à des arrestations et à des épisodes de violence contre les manifestants. Les journaux L'imparziale et La voce della libertà, qui comptaient parmi les principaux accusateurs de la manœuvre du gouvernement sur le blé, furent critiqués pour avoir incité le peuple à la révolte et ils se virent traînés devant les tribunaux mais acquittés. Angelo Brofferio, rival politique de Cavour, écrivit de vives attaques sur ses activités, disant que sous le gouvernement Cavour, « les monopoles, les boursicoteurs, les opérateurs de télégraphe et les spéculateurs s'engraissent illégalement sur la substance publique, pendant que l'universalité des citoyens gémit, souffre, et crie sous le poids des taxes et des impôts ». Brofferio définit comme un « acte barbare » l'agression de la police contre les manifestants. À la fin de 1853, en Vallée d'Aoste, on enregistra les révoltes les plus importantes. Plus de deux mille habitants furent impliqués dans les émeutes et le gouvernement procéda au total à 530 arrestations. Parmi les émeutiers arrêtés, 80 furent jugés et 9 furent condamnés.

### Le Risorgimento
Le rôle de Cavour durant le Risorgimento a suscité divers débats. Bien qu'il soit considéré comme l'un des pères de la nation avec Garibaldi, Victor-Emmanuel II et Mazzini, Cavour n'était guère soucieux de l'unification de l'Italie, mais seulement de repousser les frontières du royaume de Savoie (opinion soutenue par Mazzini lui-même). Le rôle de Cavour dans l'annexion du royaume des Deux-Siciles n'est toujours pas clair. Selon l'écrivain Arrigo Petacco, le Premier ministre piémontais, opposé à la conquête du royaume des Bourbons, aurait même tenté de conclure un accord avec François II, qui prévoyait la création d'un État fédéral ; cependant, ce dernier aurait refusé. Il aurait été membre de la Franc-maçonnerie.
D'autres auteurs comme Del Boca et Aldo Servidio font valoir qu'en 1856, quatre ans avant l'expédition des Mille, Cavour et Clarendon eurent des contacts pour organiser des révoltes contre les Bourbons dans le royaume des Deux-Siciles, point de vue également soutenu par l'historien anglais George Macaulay Trevelyan, auteur de plusieurs ouvrages sur Garibaldi. Cavour aurait ordonné à Carlo Pellion di Persano de prendre contact à Naples avec l'avocat Edwin James, homme de confiance du gouvernement britannique,.
L'historien anglais Denis Mack Smith, dont les travaux portent sur l'histoire de l'Italie du Risorgimento à nos jours, émet un jugement négatif sur le personnage de Cavour, le qualifiant de « fourbe », « maladroit », « faux », « rusé » et le montrant déterminé à empêcher l'unification de l'Italie si le mérite pouvait en être attribué aux forces radicales, républicaines, populaires et démocratiques.

## Portrait et vie sentimentale
La physionomie de Cavour, tout en finesse, fait contraste avec celle de son roi. L'homme est extrêmement séduisant et sympathique. D'humeur enjouée, on dit de lui qu'il a « la politique gaie » et le peuple piémontais, dont il a gagné l'affection, l'appelle « papa Camillo ».

« Sa physionomie jette en dépit d'un aspect presque sénile, comme une lueur de jeunesse. Il semble que tous ses sens soient aux aguets derrière les lunettes aux verres étroits ; les yeux sont attentifs et comme souriants ; les mains semblent palpiter. Cette tête est couronnée d'un front carré comme une forteresse. Les traits sont réguliers, le visage est rasé, à part un léger collier de barbe. »

— Alfredo Panzini, Cavour et l'épopée du Risorgimento.
Cavour ne se marie pas, affirmant « Je ne peux pas prendre de femme maintenant, je dois faire l'Italie ». Bon vivant et sensuel, Cavour a de nombreuses liaisons brèves et discrètes. À vingt ans il rencontre la marquise Anna Giustiniani, avec qui il vit une véritable passion et qui se suicide pour lui. Lors de ses déplacements à Paris, Camillo s'accorde quelques écarts et rencontre en 1835 Mélanie Waldor, qui écrit un roman intitulé Alphonse et Juliette, où Alphonse est en réalité Cavour ; elle l'appelle « mon petit Italien au teint rose et au sourire d’enfant ». Puis ce sont l'aristocrate Clementina Guasco di Castelletto, Emilia Gazelli Pollone Joséphine de Vintimille, Hortense Allart de Méritens, une Française dont les informations, arrachées dans les lits des grands d'Europe, sont utiles à l'homme d'État pour ses investissements sur les marchés boursiers. En 1855, il rencontre, toujours dans la capitale française, une veuve anglaise, la marquise d'Ely. L'ultime conquête avant sa mort est une célèbre ballerine, Bianca Ronzini,.
Cavour est aussi un fin gourmet, passionné d'agnolotti, du bœuf braisé et du légendaire vermouth, il donne son nom au potage « à la Cavour » (une crème de riz), au pudding « à la Cavour », aux artichauts en croûte « Cavour » et à la tête de veau « à la Cavour » et il fait la promotion de Barolo, un vin piémontais qu'il avait l'habitude de servir au dîner.

## Célébration
Deux villes italiennes ont ajouté son nom à celui d'origine : Grinzane Cavour, dont Cavour a été maire, et Sogliano Cavour, afin de célébrer l'unité nationale retrouvée. De nombreuses rues, places ainsi que des statues lui ont été dédiées. Pour 2010 (anniversaire de sa naissance), une pièce commémorative italienne de 2 euros le représente.
Le cuirassé Conte di Cavour et le porte-aéronefs Cavour (CVH-550) ont aussi été nommés en son honneur, en Italie.
Dans le film Le Guépard de Luchino Visconti, le personnage de Chevalley, joué par Leslie French, incarne dans le film (comme dans le roman de Lampedusa) un émissaire du tout nouveau gouvernement unitaire de l'Italie, venu proposer un siège de sénateur au prince Salina. Comme souvent chez Visconti, l'apparence de ce personnage est ouvertement calquée sur celle de Cavour, notamment dans le célèbre portrait de Francesco Hayez (1864).

## Distinctions
Camillo Cavour a obtenu de nombreuses distinctions honorifiques
| : Commandant de l’ordre militaire de Savoie                       |
| : Chevalier grand-croix de l’ordre des Saints-Maurice-et-Lazare   |
| : Chevalier de l’ordre suprême de la Très Sainte Annonciade       |
| : Chevalier de l’ordre civil de Savoie                            |
| : Grand-croix de la Légion d'honneur (France), le 21 février 1852 |
| : Chevalier de l' (es)ordre de Charles III d'Espagne              |
| : Grand cordon de l’ordre de Léopold (Belgique)                   |
| : Grand-croix de l’ordre du Sauveur (Grèce)                       |
| : Chevalier de Ire classe de l’ordre du Médjidié (empire Ottoman) |
| : Grand-croix de l’ordre du Lion et du Soleil (Perse)             |
| Chevalier de l’ordre de Saint-Alexandre Nevski (Russie)           |